# Liste der Biografien/Met
Liste der Biografien |
Portal Biografien |
Personensuche
# |
A |
B |
C |
D |
E |
F |
G |
H |
I |
J |
K |
L |
M |
N |
O |
P |
Q |
R |
S |
T |
U |
V |
W |
X |
Y |
Z |
?
 
Ma |
Mb |
Mc |
Md |
Me |
Mf |
Mg |
Mh |
Mi |
Mj |
Mk |
Ml |
Mm |
Mn |
Mo |
Mp |
Mq |
Mr |
Ms |
Mt |
Mu |
Mv |
Mw |
Mx |
My |
Mz
 
Mea–Mee |
Mef |
Meg |
Meh |
Mei |
Mej |
Mek |
Mel |
Mem |
Men |
Meo |
Mep |
Mer |
Mes |
Met |
Meu |
Mev |
Mew |
Mex |
Mey |
Mez
Die Liste der Biografien führt alle Personen auf, die in der deutschsprachigen Wikipedia einen Artikel haben. Dieses ist eine Teilliste mit 796 Einträgen von Personen, deren Namen mit den Buchstaben „Met“ beginnt.

## Met

### Meta
- Meta, Ermal (* 1981), italienischer Cantautore und Songwriter albanischer HerkunftErmal Meta (* 1981)

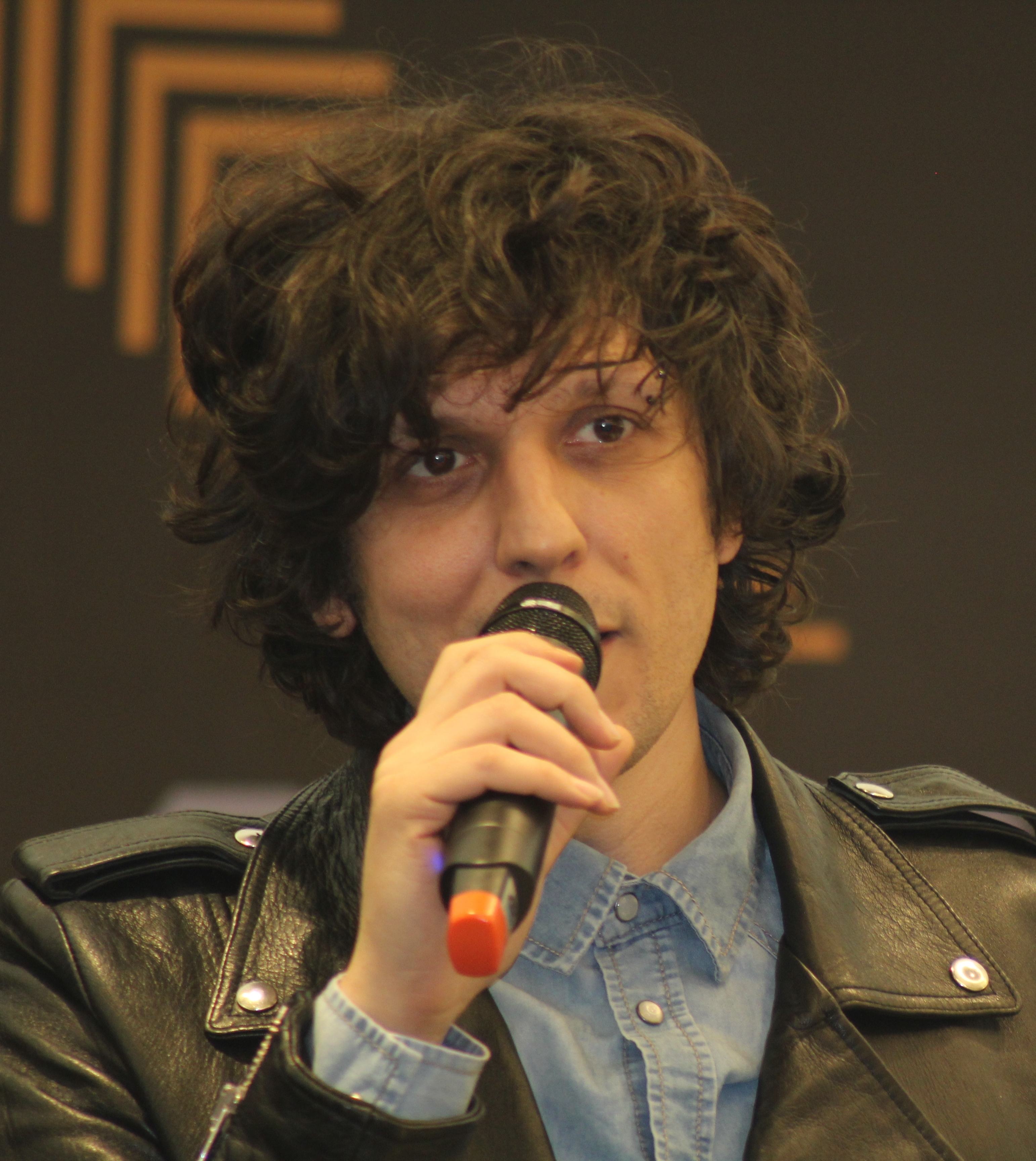
Ermal Meta (* 1981)

- Meta, Ermal (* 2005), albanischer Fußballspieler
- Meta, Gjergj (* 1976), albanischer Geistlicher, römisch-katholischer Bischof von Rrëshen
- Meta, Ilir (* 1969), albanischer Politiker
- Meta, Ken’ichirō (* 1982), japanischer Fußballspieler
- Meta, Natalia, argentinische Filmregisseurin und Drehbuchautorin
- Metacomet († 1676), Oberhäuptling der Wampanoag-Indianer
- Metag, Julia (* 1984), deutsche Kommunikationswissenschaftlerin
- Metag, Peter (1950–2013), deutscher Konzertveranstalter
- Metagenes, antiker griechisch-attischer Architekt
- Metagenes, griechischer Komödiendichter
- Métail, Michèle (* 1950), französische Lyrikerin
- Métain, Charles (* 1900), französischer Kameramann, Tonmeister, Drehbuchautor und Regisseur
- Métain, René (1903–1984), deutsch-französischer Filmeditor
- Metal, Mikkel (* 1973), dänischer Musiker
- Metalion (* 1967), norwegischer Fotograf und ehemaliger Autor
- Metalious, Grace (1924–1964), US-amerikanische Schriftstellerin
- Métall, Rudolf Aladár (1903–1975), österreichischer Jurist
- Metalli, Gianni (1930–2006), Schweizer Maler, Grafiker, Radierer, Illustrator und Siebdrucker
- Metallinos, Christina (* 1990), deutsche Journalistin und Moderatorin
- Metallinos, Georgios (1940–2019), griechischer Theologe, Priester, Historiker, Autor und Universitätsprofessor
- Metalnikow, Leonid (* 1990), kasachischer Eishockeyspieler
- Metaneira, griechische Hetäre
- Métanire, Romain (* 1990), französisch-madagassischer Fußballspieler
- Metaphysics (* 1973), deutsch-afrikanischer Musiker
- Metastasio, Pietro (1698–1782), italienisch-österreichischer Librettist, Textdichter und AutorPietro Metastasio (1698–1782)

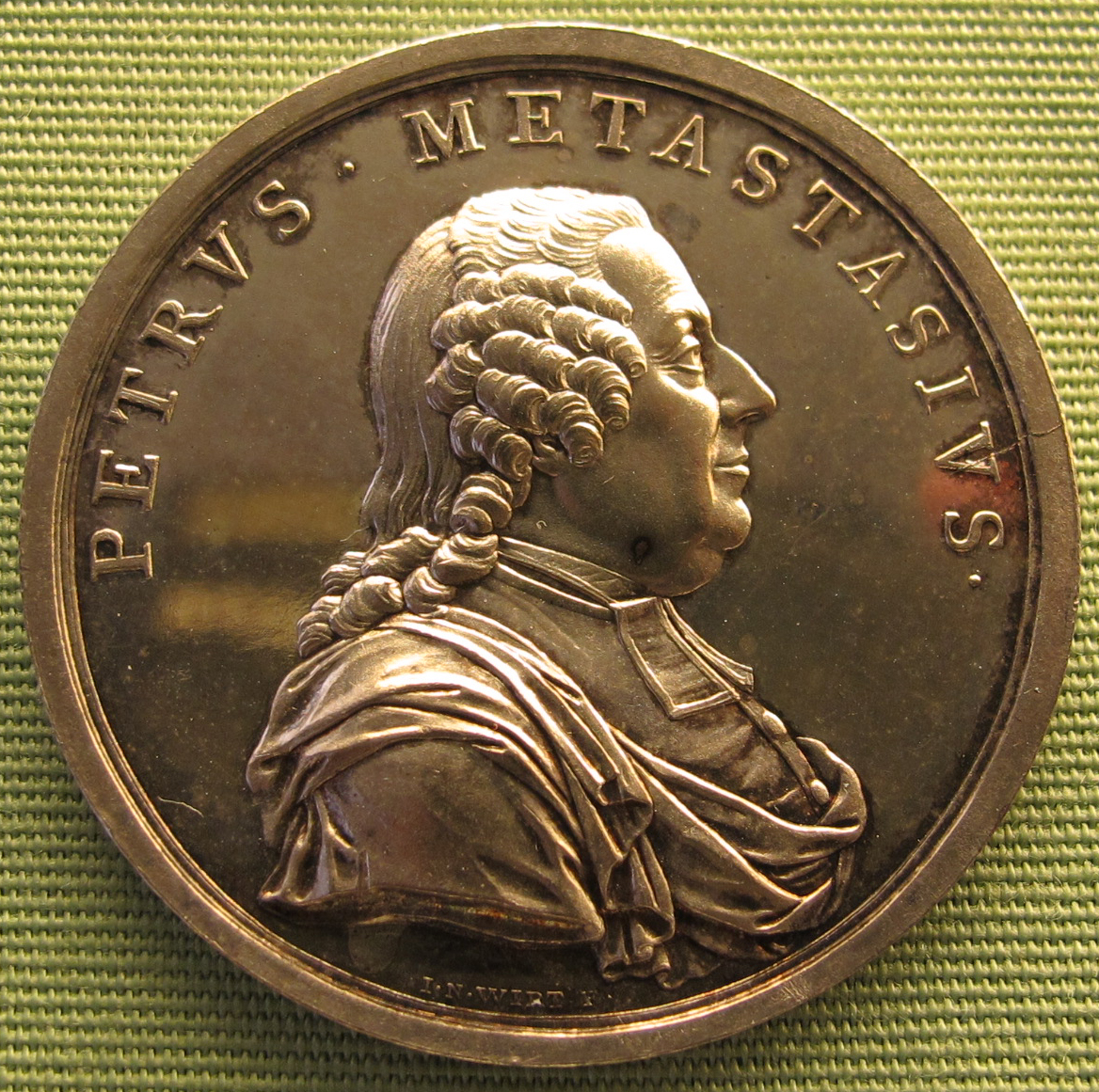
Pietro Metastasio (1698–1782)

- Metavel, algerisch-israelische Kalligrafin und Miniaturistin
- Metaxa, Christina (* 1993), zypriotische Sängerin
- Metaxa, Doris (1911–2007), französische Tennisspielerin
- Metaxa, Georg von (1914–1944), österreichischer Tennisspieler
- Metaxaki, Evmorfia, griechische Opernsängerin (Sopran)
- Metaxas, Anastasios (1862–1937), griechischer Architekt und Sportschütze
- Metaxas, Andreas († 1860), griechischer Politiker und Ministerpräsident
- Metaxas, Eric (* 1963), amerikanischer Schriftsteller und Radiomoderator
- Metaxas, Ioannis (1871–1941), griechischer General und PolitikerIoannis Metaxas (1871–1941)

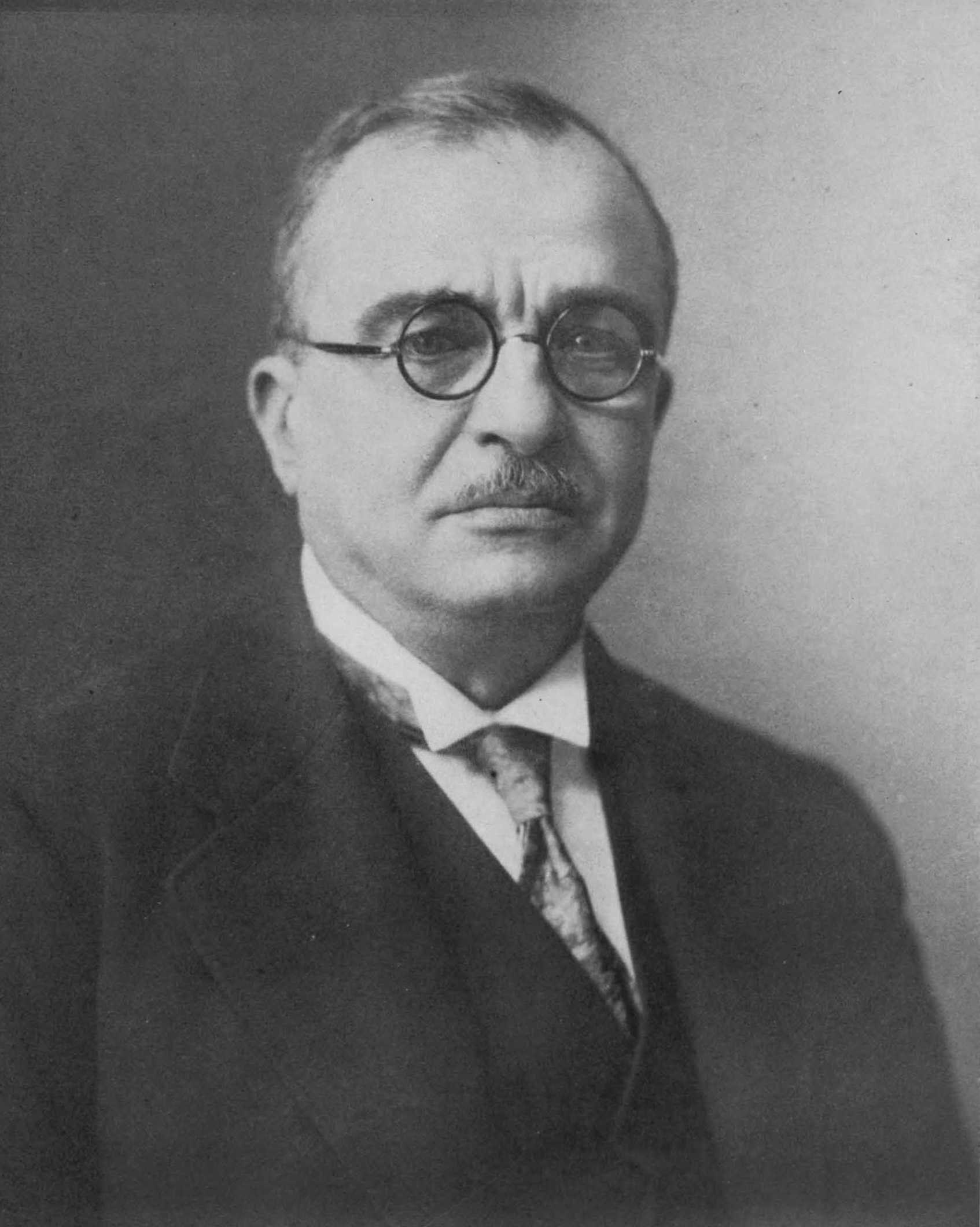
Ioannis Metaxas (1871–1941)

- Metaxas, Iraklis (* 1967), deutsch-griechischer Fußballtrainer
- Metaxas, Nikodemus, griechischer Verleger und Anhänger der Reformation
- Métayer, Nina (* 1988), französische Konditorin

### Metc
- Metcalf, Arunah (1771–1848), US-amerikanischer Politiker
- Metcalf, Barbara D. (* 1941), US-amerikanische Historikerin
- Metcalf, Chuck (1931–2012), US-amerikanischer Jazz-Bassist und Komponist
- Metcalf, D. K. (* 1997), US-amerikanischer American-Football-Spieler
- Metcalf, David Michael (1933–2018), britischer Numismatiker
- Metcalf, Donald (1929–2014), australischer Physiologe, Hämatologe und Krebsforscher
- Metcalf, Harold (* 1940), US-amerikanischer Physiker
- Metcalf, Harriet (* 1958), US-amerikanische Ruderin
- Metcalf, Ida Martha (1857–1952), US-amerikanische Mathematikerin
- Metcalf, Jack (1927–2007), US-amerikanischer Politiker
- Metcalf, James (1925–2012), US-amerikanischer Bildhauer
- Metcalf, Jesse H. (1860–1942), US-amerikanischer Politiker (Republikanische Partei)
- Metcalf, Joel Hastings (1866–1925), US-amerikanischer Astronom und Entdecker vieler Asteroiden
- Metcalf, John (1717–1810), britischer Bauingenieur
- Metcalf, John (* 1934), britischer Hürdenläufer
- Metcalf, Joni (1931–2022), US-amerikanische Jazzmusikerin (Gesang, Piano)
- Metcalf, Laurie (* 1955), US-amerikanische SchauspielerinLaurie Metcalf (* 1955)

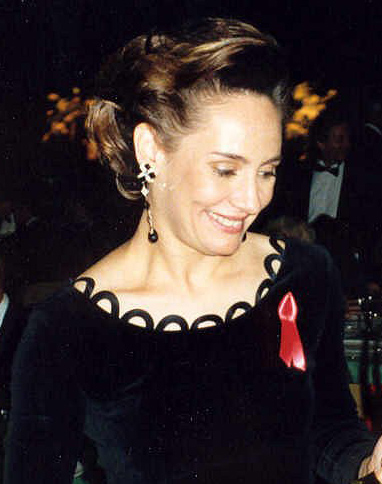
Laurie Metcalf (* 1955)

- Metcalf, Lee (1911–1978), US-amerikanischer Politiker
- Metcalf, Louis (1905–1981), US-amerikanischer Jazz-Trompeter und Kornettist des Swing
- Metcalf, Malcolm (1910–1993), US-amerikanischer Speerwerfer
- Metcalf, Mark (* 1946), US-amerikanischer Schauspieler
- Metcalf, Ralph (1796–1858), US-amerikanischer Politiker
- Metcalf, Robert (* 1947), britisch-deutscher Kinderliedermacher
- Metcalf, Robert L. (1916–1998), amerikanischer Entomologe
- Metcalf, Victor H. (1853–1936), US-amerikanischer Politiker
- Metcalf, Willard Leroy (1858–1925), US-amerikanischer Maler
- Metcalf-Lindenburger, Dorothy (* 1975), US-amerikanische Astronautin
- Metcalfe, Adrian (1942–2021), britischer Leichtathlet
- Metcalfe, Agnes (1870–1923), britische Schulleiterin, Schriftstellerin und Frauenrechtlerin
- Metcalfe, Arthur (1938–2002), britischer Radrennfahrer
- Metcalfe, Burt (1935–2022), kanadisch-US-amerikanischer Drehbuchautor, Regisseur, Produzent und Schauspieler
- Metcalfe, Charles, 1. Baron Metcalfe (1785–1846), britischer Kolonialbeamter und Diplomat
- Metcalfe, Connor (* 1999), australischer Fußballspieler
- Metcalfe, Henry B. (1805–1881), US-amerikanischer Jurist und Politiker
- Metcalfe, Jack (1912–1994), australischer Name Leichtathlet
- Metcalfe, Jennifer (* 1983), britische Schauspielerin
- Metcalfe, Jesse (* 1978), US-amerikanischer SchauspielerJesse Metcalfe (* 1978)

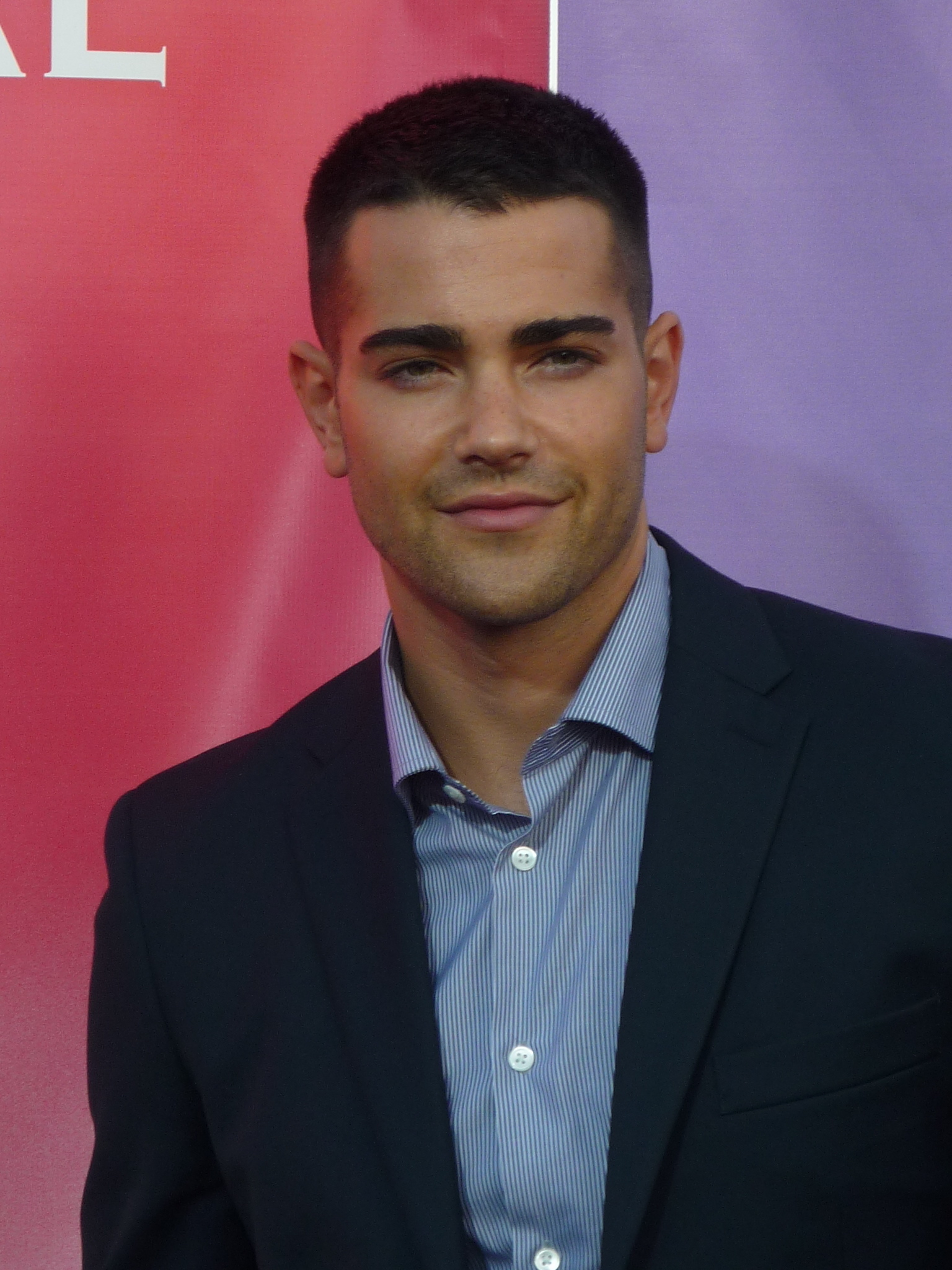
Jesse Metcalfe (* 1978)

- Metcalfe, Jordan (* 1986), englischer Schauspieler
- Metcalfe, Lyne (1822–1906), US-amerikanischer Politiker
- Metcalfe, Mel, US-amerikanischer Tonmeister
- Metcalfe, Melvin M. Sr. (1911–1977), US-amerikanischer Tontechniker
- Metcalfe, Patrick (* 1998), kanadisch-philippinischer Fußballspieler
- Metcalfe, Ralph (1910–1978), US-amerikanischer Sprinter und PolitikerRalph Metcalfe (1910–1978)

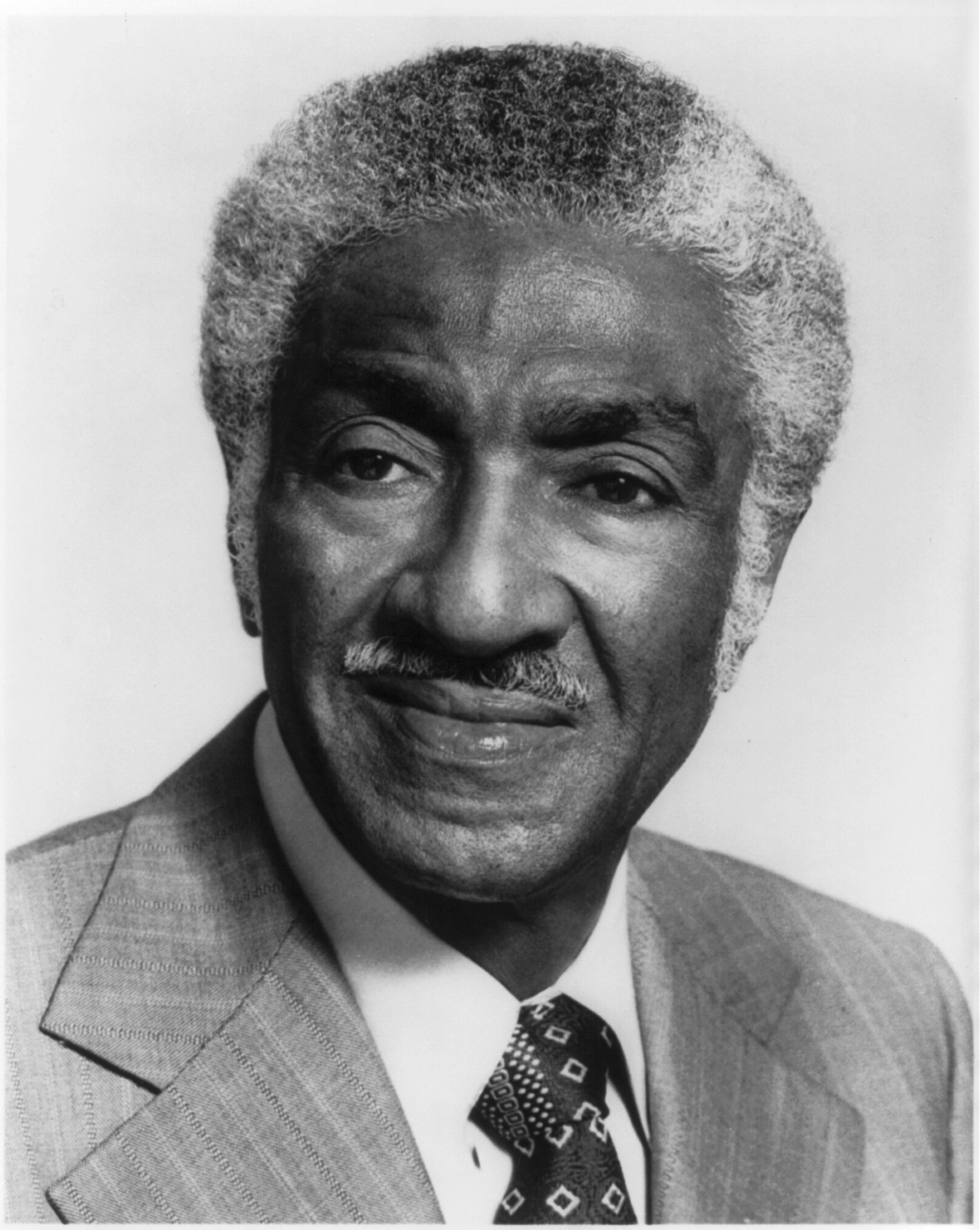
Ralph Metcalfe (1910–1978)

- Metcalfe, Richard Lee (1861–1954), US-amerikanischer Politiker
- Metcalfe, Robert (* 1946), US-amerikanischer Informatiker, Erfinder des Ethernet
- Metcalfe, Stuart (* 1973), australischer Badmintonspieler
- Metcalfe, Theodore (1894–1973), US-amerikanischer Politiker
- Metcalfe, Thomas (1780–1855), US-amerikanischer Politiker und Gouverneur von Kentucky
- Metcalfe, Thomas (1795–1853), britischer Kolonialbeamter
- Metcalfe, Tyler (* 1984), kanadisch-ungarischer Eishockeyspieler
- Metchie, John III (* 2000), kanadischer American-Football-Spieler
- Metchnikoff, Léon (1838–1888), russischer Geograph

### Mete
- Mete, Alper (* 1998), türkischer Fußballspieler
- Mete, Beyzanur (* 1995), türkische Schauspielerin
- Mete, Cüneyt (* 1970), türkischer Schauspieler
- Mete, Hasan Ali (* 1966), türkischer Schauspieler
- Mete, Mattias (* 1987), türkisch-schwedischer Fußballspieler
- Mete, Tarik (* 1986), österreichischer Politiker (SPÖ), Abgeordneter zum Salzburger Landtag und ehemaliger Landesvorsitzender der JUSOS-Salzburg
- Mete, Victor (* 1998), kanadischer Eishockeyspieler
- Metejoor (* 1991), belgischer Popsänger
- Meteler, Heinrich († 1433), Lübecker Kaufmann und Ratsherr
- Meteling, Wencke (* 1975), deutsche Historikerin
- Metelka, Maeve (* 1998), österreichische Schauspielerin und Hörspielsprecherin
- Metelka, Tamara (* 1972), österreichische Schauspielerin und Dozentin
- Metelko, Siegbert (* 1947), österreichischer Pädagoge, Kulturpolitiker (SPÖ), Medienberater, Kunstsammler und Investor; Vizebürgermeister von Klagenfurt
- Metella, Malia (* 1982), französische Schwimmerin
- Metella, Mehdy (* 1992), französischer Schwimmer
- Metelli, Fabio (1907–1987), italienischer Psychologe
- Métellus, Jean (1937–2014), haitianischer Intellektueller, Schriftsteller und Arzt
- Metellus, Josh (* 1998), US-amerikanischer Footballspieler
- Metelmann, Hans-Robert (* 1952), deutscher Chirurg und Hochschullehrer in Greifswald, Bildungsminister von Mecklenburg-Vorpommern
- Metelmann, Joachim (* 1952), deutscher Fußballtorwart
- Metelmann, Johann (1814–1883), deutsch-amerikanischer Pädagoge, evangelischer Geistlicher und 1848/49 Mitglied der Mecklenburgischen Abgeordnetenversammlung
- Metelmann, Jörg (* 1970), deutscher Kultur- und Medienwissenschaftler
- Méténier, Oscar (1859–1913), französischer Schriftsteller und Theaterleiter
- Metenkow, Weniamin Leontjewitsch (1857–1933), russischer Photograph
- Meter, Leo (1909–1944), deutscher Buchillustrator
- Meter, Peer (* 1956), deutscher Schriftsteller
- Meteren, Emanuel van (1535–1612), flämischer Historiker
- Metes, Jörg (1959–2024), deutscher Satiriker und Autor
- Meteyard, Eliza (1816–1879), britische Journalistin und Schriftstellerin
- Métezeau, Louis († 1615), französischer Architekt der Renaissance

### Metf
- Metford, John Callan James (1916–2007), britischer Romanist und Hispanist
- Metfried, Gaugraf im Engersgau, erster Graf der Grafschaft Wied

### Metg
- Metge, Bernat († 1413), katalanischer Dichter
- Metge, Joan (* 1930), neuseeländische Sozialanthropologin, Erzieherin, Dozentin und Schriftstellerin
- Metge, Lillian (1871–1954), irische Suffragette
- Metge, René (1941–2024), französisches Rallye-AssRené Metge (1941–2024)

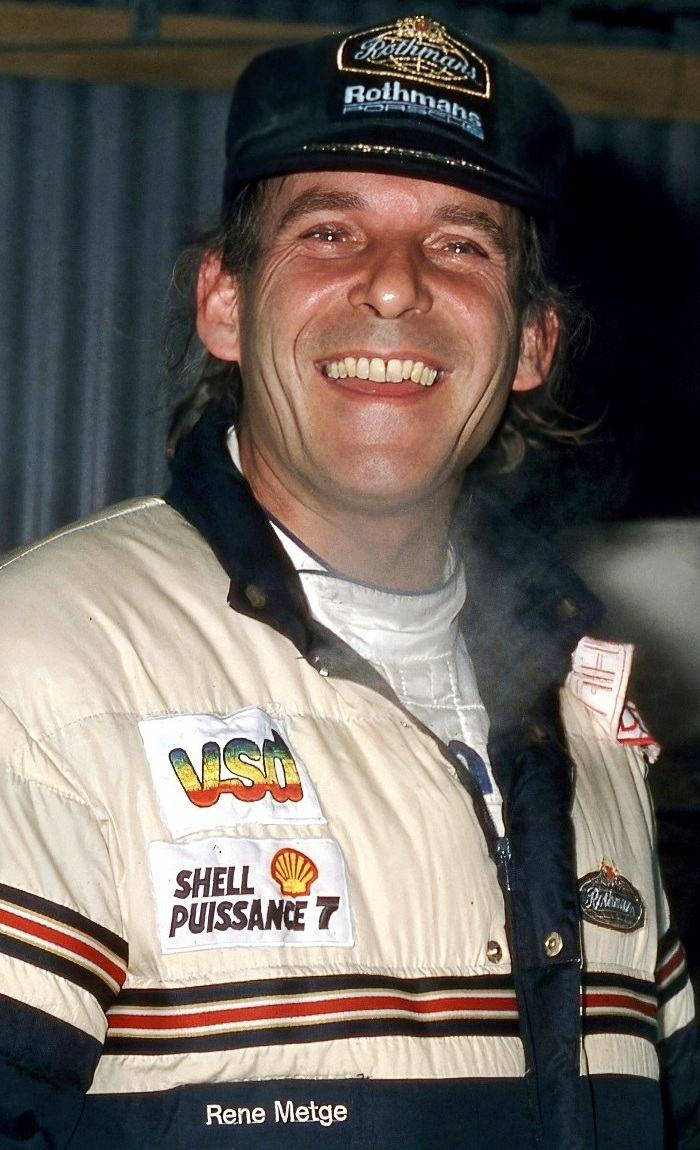
René Metge (1941–2024)

- Metger, Johannes (1851–1926), deutscher Schachspieler und Schachlehrer
- Metger, Kurt (1880–1953), deutscher Journalist, Funktionär der Deutschen Volkspartei
- Metges, Cornelia Christiane (* 1958), deutsche Agrarwissenschaftlerin
- Metgod, John (* 1958), niederländischer Fußballspieler

### Meth
- Meth, Max (1901–1984), US-amerikanischer Dirigent und Musikdirektor
- Meth, Rose (1925–2013), polnisch-amerikanische Widerstandskämpferin im KZ Auschwitz-Birkenau, Überlebende des Holocaust
- Methapon Monyai (* 1999), thailändischer Fußballspieler
- Methe, Bernd (1964–2011), deutscher Handballschiedsrichter
- Methe, Reiner (1964–2011), deutscher Handballschiedsrichter
- Metheny, Pat (* 1954), US-amerikanischer JazzgitarristPat Metheny (* 1954)

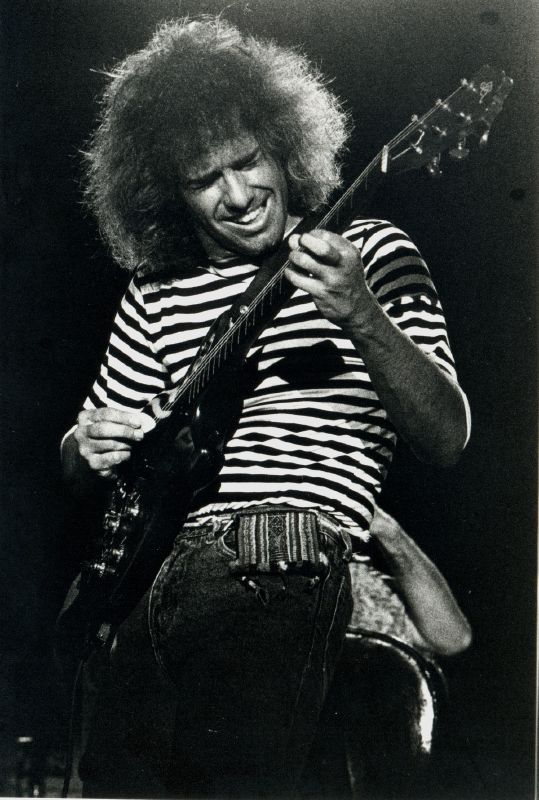
Pat Metheny (* 1954)

- Methfessel, Adolph (1807–1878), deutscher Komponist
- Methfessel, Albert (1785–1869), deutscher Komponist und Dirigent
- Methfessel, Ernst (1811–1886), deutscher Komponist
- Methfessel, Friedrich (1771–1807), deutscher Komponist
- Methfessel, Inge (1924–2021), deutsche Schriftstellerin
- Methfessel, Louise (1818–1854), deutsche Opernsängerin (Sopran)
- Methfessel, Siegfried (1922–2012), deutscher Physiker
- Méthion, Philippe (* 1964), französischer Duathlet und Triathlet
- Méthivier, Arnaud (* 1971), französischer Akkordeonist, Sänger und Komponist
- Methlagl, Walter (* 1937), österreichischer Germanist
- Methling, Roland (* 1954), deutscher Politiker (parteilos)
- Methling, Wolfgang (* 1947), deutscher Tiermediziner und Politiker (PDS, Die Linke), MdL
- Methner, Frank-Jürgen (* 1953), deutscher Brauwissenschaftler
- Methner, Wilhelm (1871–1951), deutscher Jurist und Kolonialbeamter
- Method Man (* 1971), US-amerikanischer Rapper und SchauspielerMethod Man (* 1971)

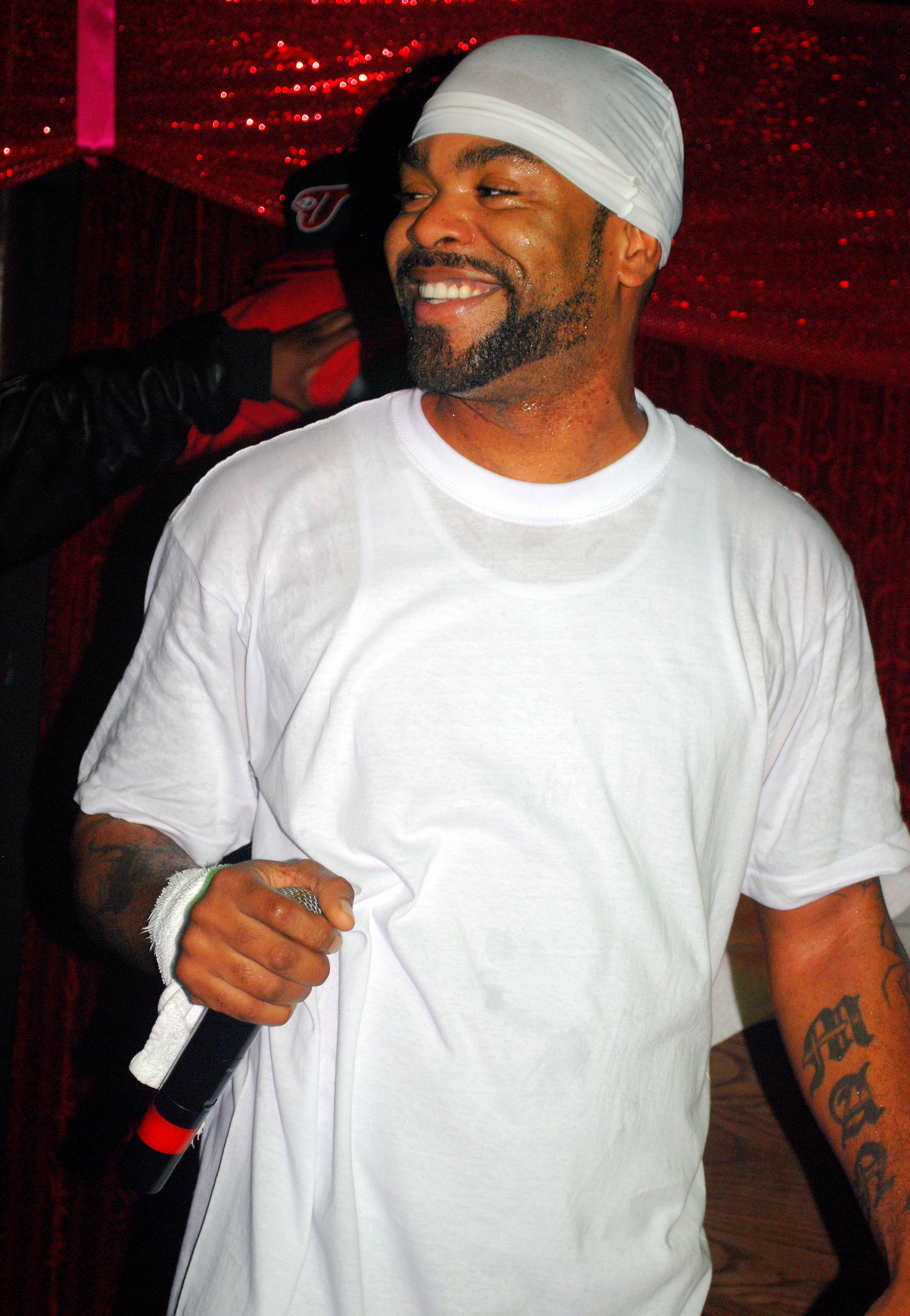
Method Man (* 1971)

- Method von Saloniki († 885), byzantinischer orthodoxer Theologe und Missionar Mährens
- Method, Russ (1897–1971), US-amerikanischer American-Football-Spieler
- Methodios I. († 847), Patriarch von Konstantinopel (843–847)
- Methodios II. († 1240), Patriarch von Konstantinopel im Exil in Nikaia (1240)
- Methodios von Olympos, griechischer Kirchenvater
- Methöfer, Johannes (1863–1933), niederländischer Anarchist
- Méthot, François (* 1978), kanadischer Eishockeyspieler
- Methot, Marc (* 1985), kanadischer Eishockeyspieler
- Methot, Mayo (1904–1951), US-amerikanische Schauspielerin
- Méthot, Sophiane (* 1998), kanadische Trampolinturnerin
- Methuen, Charlotte (* 1964), britische Kirchenhistorikerin
- Methuen, John (1650–1706), englischer Diplomat und Richter
- Methuen, Paul, 3. Baron Methuen (1845–1932), britischer Offizier und Gouverneur von Malta
- Methuen, Robert, 7. Baron Methuen (1931–2014), britischer Politiker
- Methus Worapanichakarn (* 1999), thailändischer Fußballspieler
- Methven, Jessie (1854–1917), schottisch-britische Suffragette

### Meti
- Metilius Aquillius Regulus, Marcus, römischer Konsul 157
- Metilius Nepos, Publius, Konsul 91
- Metilius Secundus, Publius, römischer Suffektkonsul (123)
- Metin, Kayar (* 1990), Liechtensteiner Karateka
- Metin, Mahmut (* 1994), türkischer Fußballspieler
- Metin, Tümer (* 1974), türkischer FußballspielerTümer Metin (* 1974)

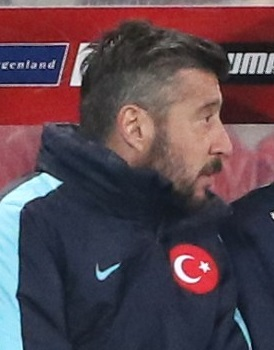
Tümer Metin (* 1974)

- Metiner, Ural (* 1948), türkischer Fußballspieler
- Metinides, Enrique (1934–2022), mexikanischer Fotograf
- Metiochos, antiker griechischer Architekt, Stifter und/oder Rhetor
- Metiochos, antiker griechischer Bildhauer
- Metius, Adriaan (1571–1635), niederländischer Mathematiker, Landvermesser und Astronom
- Metius, Jacob († 1628), niederländischer Instrumentenbauer
- Métivier, Guy (* 1950), französischer Mathematiker
- Métivier, Jean Baptiste (1781–1857), französisch-deutscher Architekt und bayerischer Baubeamter

### Metj
- Metjen, altägyptischer Beamter der 4. Dynastie

### Metk
- Metke, Rainer (* 1953), deutscher Politiker (SPD), MdL
- Metkemeyer, Jürgen (* 1955), deutscher Journalist
- Metken, Günter (1928–2000), deutscher Kunsthistoriker und Kunstkritiker
- Metken, Sigrid (1928–2016), deutsche Ethnologin, Kunsthistorikerin und Kunstpublizistin
- Metkina, Swetlana Alexandrowna (* 1974), russische Schauspielerin
- Metkow, Kiril (* 1965), bulgarischer Fußballspieler

### Metl
- Metličić, Petar (* 1976), kroatischer Handballspieler
- Metlicovitz, Leopoldo (1868–1944), italienischer Plakatkünstler
- Metlinger, Bartholomäus, deutscher Arzt des ausgehenden Mittelalters
- Metlitski, Max, kanadischer Physiker
- Metlitzky, Heinz (1927–2022), deutscher Auslandskorrespondent
- Metljuk, Filipp Jurjewitsch (* 1981), russischer Eishockeyspieler
- Metluschenko, Jurij (* 1976), ukrainischer Radrennfahrer
- Metlynskyj, Amwrossij (1814–1870), ukrainischer Anthropologe, Ethnograph, Folklorist, Übersetzer, Verleger und Dichter

### Metn
- Metnar, Lubomír (* 1967), tschechischer Politiker
- Metnitz, Gustav von (1862–1915), österreichischer Politiker, Landtagsabgeordneter
- Metnitz, Josef von (1861–1905), österreichischer Zahnarzt

### Meto
- Metochites, Theodoros (1270–1332), byzantinischer Philosoph und Kunstmäzen
- Metodiew, Angel (1921–1984), bulgarischer Maler des Klassischen Realismus und Professor
- Metodiew, Dimitar (1922–1995), bulgarischer Politiker und Dichter
- Metodiew, Miloslaw (* 1992), bulgarischer Ringer
- Metodiew, Wesselin (* 1957), bulgarischer Historiker, Rektor, Bildungsminister
- Metodiew, Wladimir (* 1984), bulgarischer Badmintonspieler
- Metoğlu, Emrah (* 1989), türkischer Fußballspieler
- Metoki, Masahiko (* 1958), japanischer Politiker und Vorsitzender des Weltpostvereins
- Meton, griechischer Mathematiker, Astronom, Geometer und Ingenieur
- Metoyer, Bill (* 1960), US-amerikanischer Musikproduzent

### Metr
- Metra(…), griechischer Koroplast
- Métra, Olivier (1830–1889), französischer Komponist und Dirigent
- Métral, Maurice (1929–2001), Schweizer Schriftsteller
- Metral, Patrick (* 1945), französischer Autorennfahrer
- Métral, Quentin (* 1995), Schweizer Beachvolleyballspieler
- Metrano, Art (1936–2021), US-amerikanischer Schauspieler
- Metrass, Francisco Augusto (1825–1861), portugiesischer Maler
- Métraux, Alfred (1902–1963), schweizerisch-US-amerikanischer Ethnologe
- Métraux, Béatrice (* 1955), französisch-schweizerische Juristin und Politikerin (GPS)
- Métraux, Kim (* 1995), Schweizer Golfsportlerin
- Métraux, Morgane (* 1997), Schweizer Golferin
- Métraux, Rhoda Bubendey (1914–2003), US-amerikanische Anthropologin und Schriftstellerin
- Metre, Waman Bapuji (1906–1970), indischer Geologe
- Metreweli, Aleksandre (* 1993), georgischer Tennisspieler
- Metreweli, Alexander Iraklijewitsch (* 1944), sowjetischer Tennisspieler
- Metreweli, Blaise (* 1977), britische Nachrichtendienstlerin
- Metreweli, Slawa (1936–1998), sowjetischer Fußballspieler und -trainer
- Metrickz (* 1990), deutscher Rapper
- Metrikins, Šaloms (1920–1996), lettischer Fußball- und Basketballspieler
- Metro Boomin (* 1993), US-amerikanischer Musikproduzent und DJMetro Boomin (* 1993)

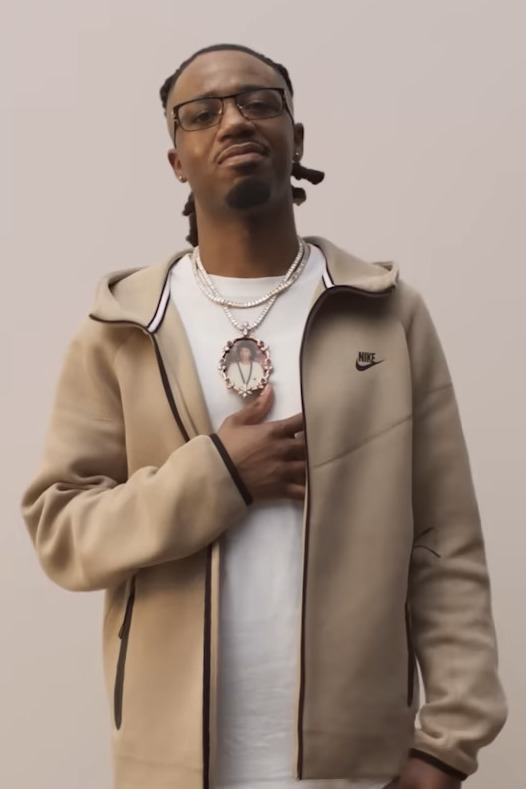
Metro Boomin (* 1993)

- Metro von Verona, legendärer Heiliger, verehrt im Stift Gernrode und in Verona
- Metrodora, Verfasserin oder Verfasser eines medizinischen Textes der Antike
- Metrodoros, spätantiker Philosoph
- Metrodoros von Chios, griechischer Vorsokratiker
- Metrodoros von Lampsakos, griechischer Philosoph
- Metrodoros von Stratonikeia, antiker griechischer Philosoph
- Metrokles, griechischer Philosoph
- Metrophanes II. († 1443), Patriarch von Konstantinopel
- Metrophanes von Konstantinopel († 326), Bischof von Konstantinopel
- Metropolis, Nicholas (1915–1999), amerikanischer Physiker und Informatiker
- Metropolit, Glen (* 1974), kanadischer Eishockeyspieler und -trainer
- Métroz, Gérald (* 1962), Schweizer Autor, Exsportler und Sportmanager
- Métru, Nicolas († 1668), französischer Komponist und Organist

### Mets
- Mets, Karol (* 1993), estnischer FußballspielerKarol Mets (* 1993)

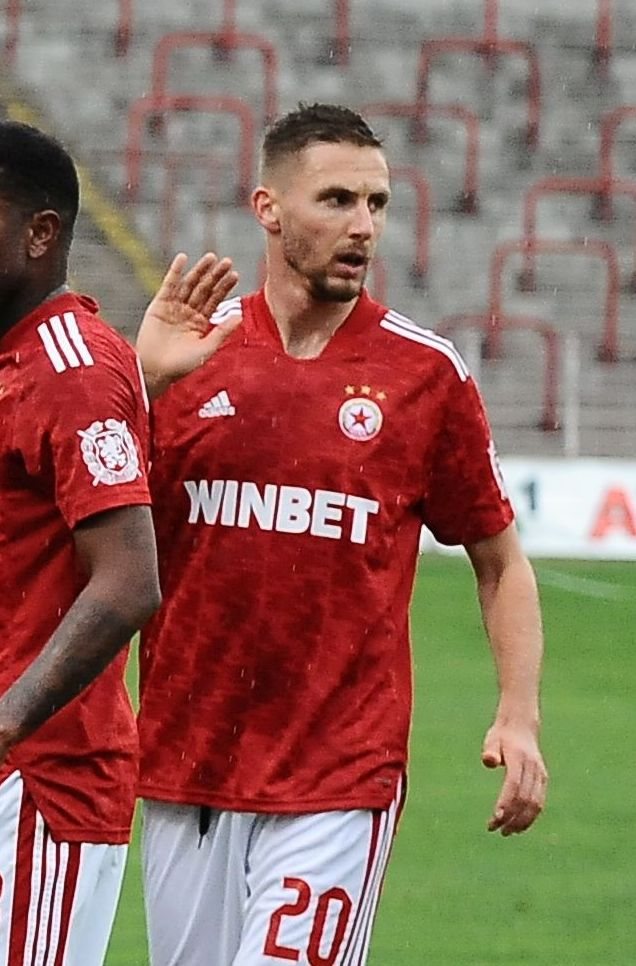
Karol Mets (* 1993)

- Mets, Laine (1921–2007), estnische Pianistin und Musikpädagogin
- Mets, Tõnu (1943–2019), estnischer Radrennfahrer
- Metsanurk, Mait (1879–1957), estnischer Schriftsteller
- Metsch, Emil von (1825–1866), deutscher Rittergutsbesitzer und Landtagsabgeordneter
- Metsch, Johann Adolf von (1672–1740), Reichsvizekanzler
- Metsch, Rüdiger (* 1965), deutscher Eishockeyspieler
- Metschan, Phil (1840–1920), US-amerikanischer Geschäftsmann, Jurist und Politiker (Republikanische Partei)
- Metscher, Thomas (* 1934), deutscher Literaturwissenschaftler und Philosoph
- Metschies, Ulf (* 1963), deutscher Fußballspieler
- Metschin, Ilsur Raisowitsch (* 1969), russisch-tatarischer Politiker
- Metschke, Willy, deutscher Kapellmeister
- Metschkonew, Georgi (1858–1930), bulgarischer Offizier
- Metschnabl, Paul Joseph (1910–1996), deutscher Theologe und Domkapellmeister am Bamberger Dom
- Metschnikow, Ilja Iljitsch (1845–1916), russischer Zoologe, Immunologe und Autor
- Metschnikow, Jewgraf Iljitsch (1770–1836), russischer Bergbauingenieur
- Metschuck, Caren (* 1963), deutsche Schwimmerin
- Metschurat, Barnaby (* 1974), deutscher Schauspieler
- Metsemakers, Koen (* 1992), niederländischer Ruderer
- Metsing, Mothetjoa (* 1967), lesothischer Politiker
- Mětšk, Frido (1916–1990), deutscher Schriftsteller niedersorbischer Sprache
- Mětšk, Juro (1954–2022), sorbischer Komponist
- Metslang, Helle (* 1950), estnische Sprachwissenschaftlerin
- Metso, Juha (* 1965), finnischer Fotograf
- Metsola, Juha (* 1989), finnischer Eishockeytorwart
- Metsola, Roberta (* 1979), maltesische Politikerin, MdEPRoberta Metsola (* 1979)

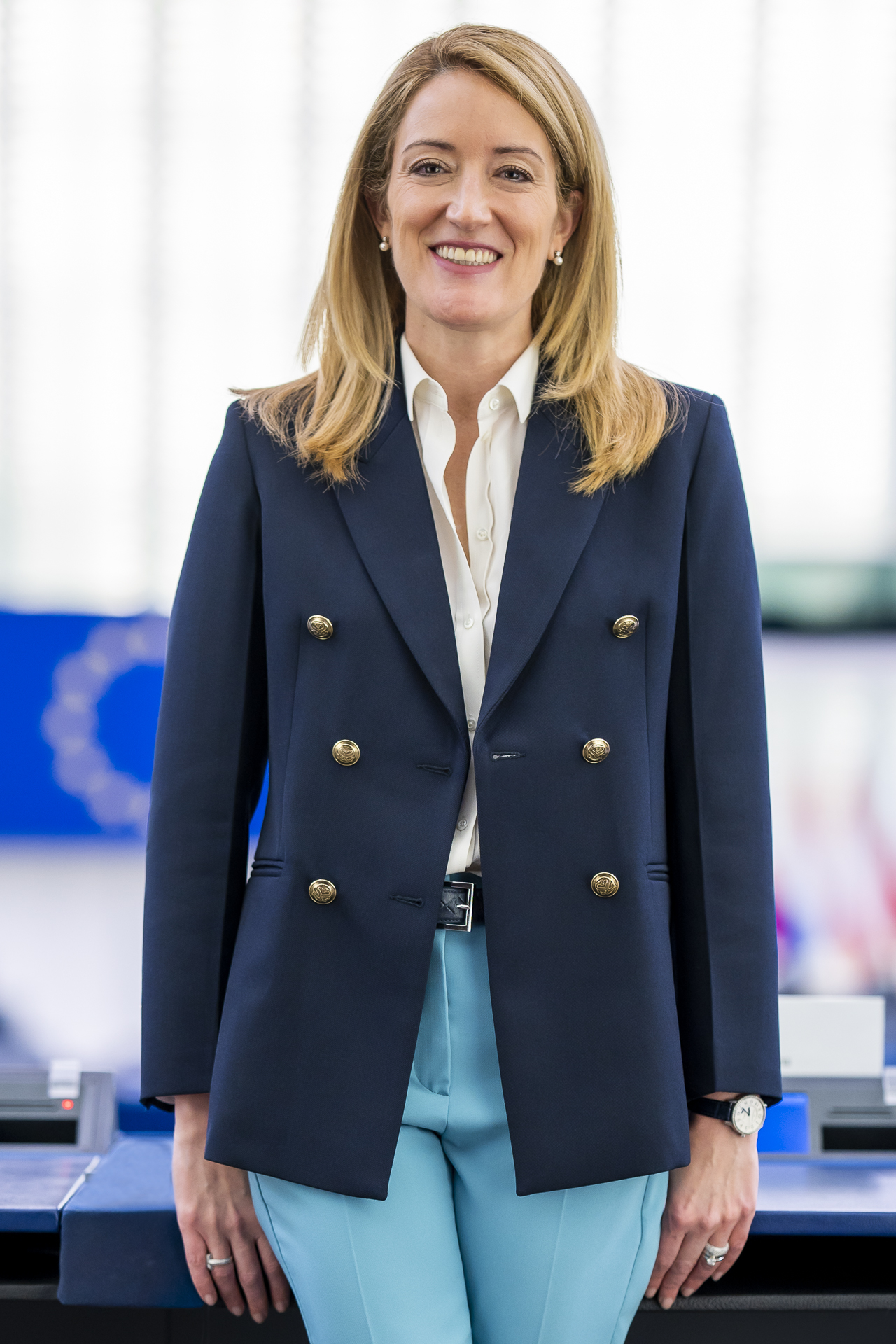
Roberta Metsola (* 1979)

- Metstak, Margus (* 1961), estnischer Basketballspieler
- Metsu, Bruno (1954–2013), französischer Fußballspieler und -trainer
- Metsu, Gabriel (1629–1667), holländischer Maler

### Mett
- Mett, Dietrich (* 1936), deutscher Jurist
- Mett, Franz (1904–1944), deutscher Widerstandskämpfer und Kommunist
- Mett, Ida (1901–1973), russische Anarchistin und Anarcho-SyndikalistinIda Mett (1901–1973)

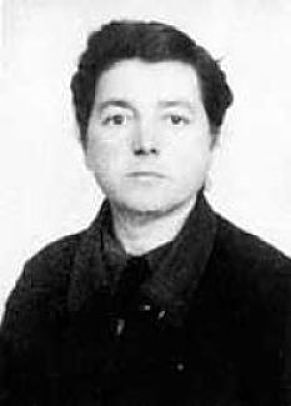
Ida Mett (1901–1973)

- Mettal, Hannah von (1884–1966), deutschsprachige Übersetzerin von James Joyces Drama „Exiles“
- Mettal, Otto (1848–1921), böhmisch-tschechoslowakischer Politiker
- Mettam, Albert Edward (1867–1917), englischer Tierarzt und Hochschullehrer
- Mettbach, Anna (1926–2015), deutsche Sintezza und Holocaust-Überlebende
- Mettbach, Ernst (1920–1972), deutscher Sinto und Überlebender des Porajmos
- Mettbach, Mario (* 1952), deutscher Politiker (CDU, STATT Partei, Partei Rechtsstaatlicher Offensive, CDU), MdHB
- Mettcker, Christian Ludolph (1786–1862), deutscher Zeitungsverleger
- Mette, Adelheid (1934–2023), deutsche Indologin
- Mette, Alexander (1897–1985), deutscher Mediziner und Politiker (SED), Abgeordneter der Volkskammer, ZK-Mitglied
- Mette, Bodo (1921–1989), deutscher Schauspieler
- Mette, Carina (* 1982), deutsche Badmintonspielerin
- Mette, Elisabeth (* 1953), deutsche Richterin und Gerichtspräsidentin
- Mette, Hans Joachim (1906–1986), deutscher klassischer Philologe
- Mette, Heinrich (1735–1806), deutscher Gärtner
- Mette, Jürgen (* 1952), deutscher evangelischer Theologe, ehemaliger Leiter eines christlichen Verlages
- Mette, Norbert (* 1946), deutscher römisch-katholischer Theologe, Hochschullehrer
- Mette, Til (* 1956), deutscher Cartoonist und Maler
- Mette, Veit (* 1961), deutscher Fotograf und Fotojournalist
- Mettegang, Friedrich (1854–1913), deutscher Architekt und Baubeamter
- Mettel, Hans (1903–1966), deutscher Bildhauer
- Mettelbach, Kaspar, deutscher Bürgermeister der Reichsstadt Heilbronn
- Mettele, Gisela (* 1959), deutsche Historikerin und Hochschullehrerin
- Mettelsiefen, Marcel (* 1978), deutscher Fotojournalist, Kriegsberichterstatter und DokumentarfilmerMarcel Mettelsiefen (* 1978)

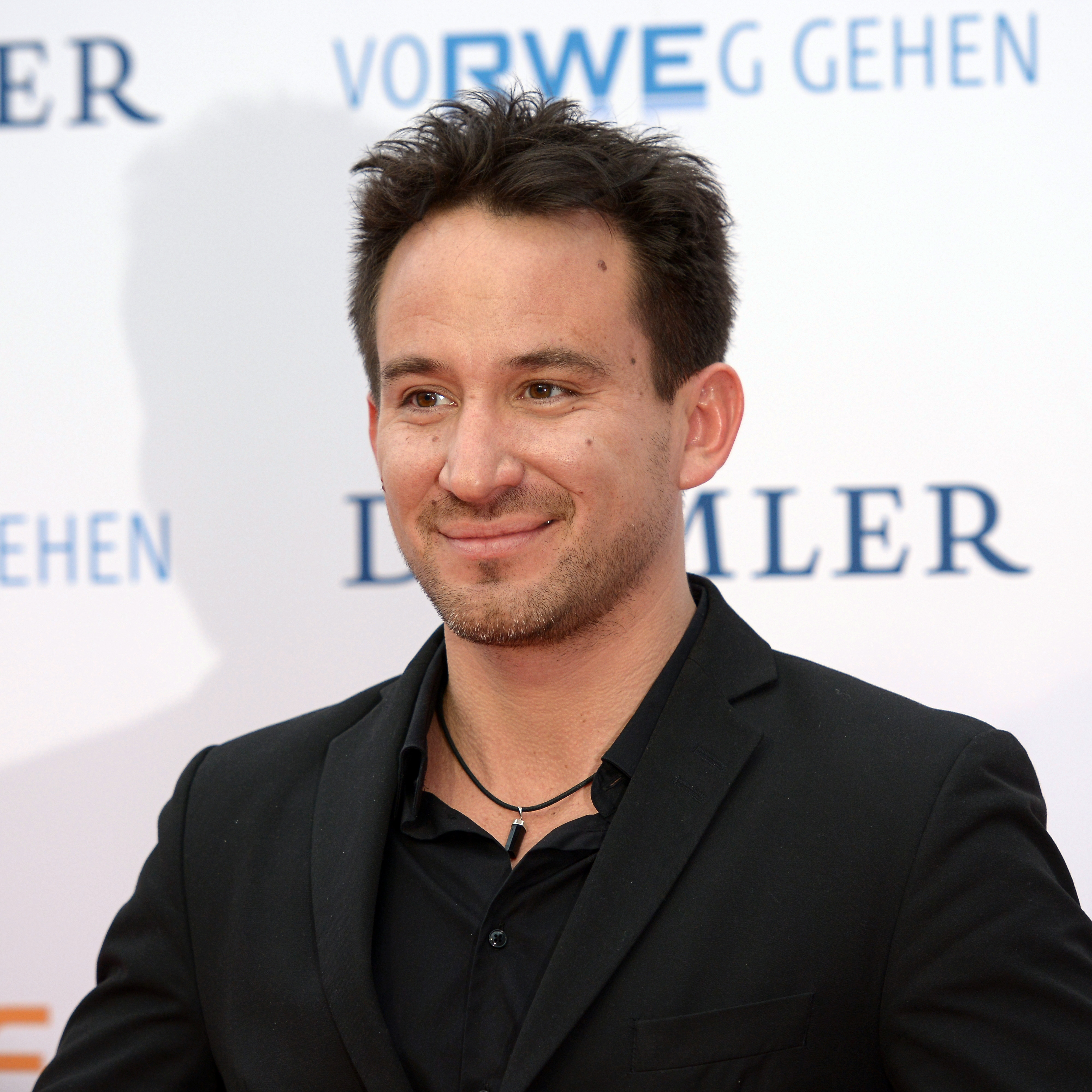
Marcel Mettelsiefen (* 1978)

- Metten, Cornelius (1774–1838), preußischer Kreisdeputierter, Bürgermeister und Landrat
- Metten, Jean (1884–1971), deutscher Maler, Zeichner und Radierer
- Metten, Josef (1909–1993), deutscher Politiker (CDU)
- Metten, Liesel (* 1938), deutsche Künstlerin
- Metten, Saskia (* 1970), deutsche Filmeditorin
- Mettenborg, Theo (* 1971), deutscher Kommunalpolitiker (CDU) und Bürgermeister von Rheda-Wiedenbrück
- Mettenheim, Andreas von (* 1948), deutscher Diplomat
- Mettenheim, Christoph von (* 1943), deutscher Rechtsanwalt und Wissenschaftstheoretiker
- Mettenheim, Friedrich von (1864–1932), preußischer Verwaltungsjurist und Landrat
- Mettenheim, Heinrich von (1867–1944), deutscher Kinderarzt
- Mettenheimer, Carl von (1824–1898), deutscher Mediziner, Naturwissenschaftler, Komponist und Begründer der Kinderheilkunde an der Ostseeküste
- Mettenius, Georg Heinrich (1823–1866), deutscher Botaniker
- Mettenleiter, Andreas (* 1968), deutscher Medizinhistoriker
- Mettenleiter, Bernd (* 1971), deutscher Politiker (Bündnis 90/Die Grünen)
- Mettenleiter, Dominicus (1822–1868), deutscher römisch-katholischer Geistlicher, Kirchenmusiker und Musikwissenschaftler
- Mettenleiter, Johann Georg (1812–1858), deutscher Komponist und Kirchenmusiker
- Mettenleiter, Johann Jakob (1750–1825), deutscher Maler, Zeichner und Radierer
- Mettenleiter, Johann Michael (1765–1853), deutscher Zeichner, Radierer, Kupferstecher und Lithograph
- Mettenleiter, Sarah (* 1989), deutsche Jazzmusikerin (Gesang, Klavier, Komposition)
- Mettenleiter, Thomas (* 1957), deutscher Biologe und Virologe
- Metter, Emmanuel (1878–1941), russischer Dirigent
- Metter, Rudolf (1903–1972), deutscher Politiker (SPD), MdB
- Metterhausen, Harry (1900–1973), deutscher Politiker (SPD), MdL
- Metterhausen, Otto (1861–1943), deutscher Verwaltungsbeamter, Parlamentarier (MdL) und niederdeutscher Schriftsteller
- Metternich, Anton (1890–1949), deutscher Kommunalpolitiker und ehrenamtlicher Landrat
- Metternich, Eberhard (* 1959), deutscher katholischer Kirchenmusiker, Schulmusiker, Sänger, Domkapellmeister und Hochschullehrer
- Metternich, Ernst von (1657–1727), kurbrandenburgisch-preußischer Diplomat
- Metternich, Franz Georg Karl von (1746–1818), Diplomat und Minister
- Metternich, Germain (1811–1862), deutscher Politiker, Revolutionär
- Metternich, Johann Reinhard von († 1637), Kaiserlicher Geheimrat und Domherr in verschiedenen Bistümern
- Metternich, Josef (1915–2005), deutscher Opernsänger (Bariton), Musik- und Gesangspädagoge
- Metternich, Josef (1930–2003), deutscher katholischer Pfarrer und Textdichter
- Metternich, Klemens Wenzel Lothar von (1773–1859), deutscher Diplomat und Staatsmann im Dienste ÖsterreichsKlemens Wenzel Lothar von Metternich (1773–1859)

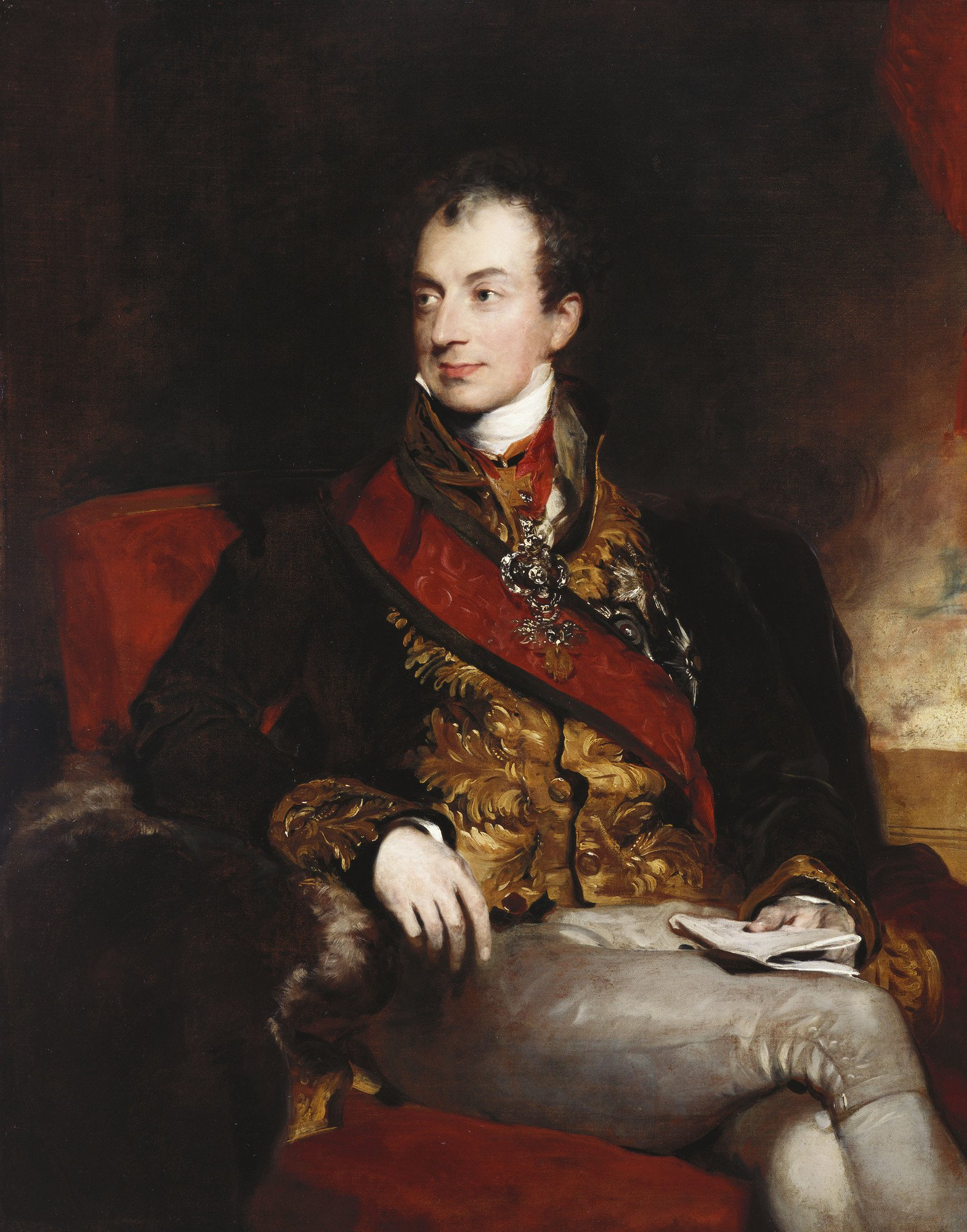
Klemens Wenzel Lothar von Metternich (1773–1859)

- Metternich, Lothar von (1551–1623), Erzbischof und Kurfürst von Trier
- Metternich, Mathias (1747–1825), Mainzer Jakobiner, Mathematiker, Universitätsprofessor, Politiker, Publizist
- Metternich, Paul (1853–1934), deutscher Diplomat
- Metternich, Pauline von (1836–1921), österreichische Salonière
- Metternich, Richard Klemens von (1829–1895), österreichischer Diplomat
- Metternich, Wilhelm (1788–1839), Landtagsabgeordneter Großherzogtum Hessen
- Metternich-Burscheid, Lothar Friedrich von (1617–1675), Bischof von Speyer, Erzbischof und Kurfürst von Mainz und Bischof von Worms
- Metternich-Sándor, Franz-Albrecht (1920–2009), österreichisches Mitglied des Hauses HohenloheFranz-Albrecht Metternich-Sándor (1920–2009)

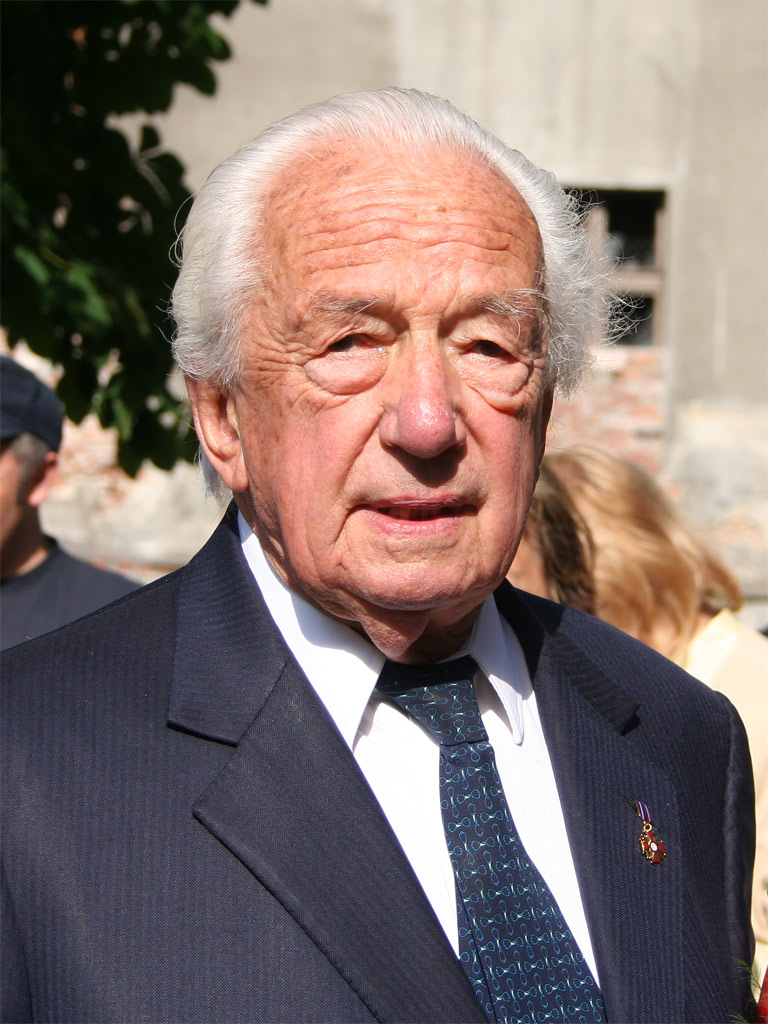
Franz-Albrecht Metternich-Sándor (1920–2009)

- Metternich-Winneburg, Karl Heinrich von (1622–1679), Erzbischof von Mainz
- Metternich-Winneburg, Paul Alfons von (1917–1992), deutsch-österreichischer Automobilrennfahrer und Motorsportfunktionär
- Metternich-Winneburg, Tatiana von (1915–2006), deutsche Malerin, Schriftstellerin und Mäzenin russischer Herkunft
- Metters, Colin (* 1948), britischer Dirigent und Musikpädagoge
- Metteson (* 1993), norwegischer Schauspieler, Sänger und Songwriter
- Mettgenberg, Wolfgang (1882–1950), deutscher Jurist
- Mettich, Christoph von († 1605), schlesischer Adliger, Untersilberkämmerer und Truchsess der Kaiser Maximilian II. und Rudolf II.
- Mettier, Tino (* 1998), Schweizer Unihockeyspieler
- Mettig, Klaus (* 1950), deutscher Künstler
- Mettig, Richard Kurt (1866–1927), deutscher Jurist und höherer sächsischer Staatsbeamter
- Mettig, Werner, deutscher Nachrichtenoffizier bei OKW/Chi
- Mettin, Dieter (1932–2004), deutscher Agrarwissenschaftler und Pflanzengenetiker
- Mettinger, Arthur (* 1956), österreichischer Sprachwissenschaftler
- Mettinger, Tryggve N. D. (1940–2023), schwedischer Theologe und Hochschullehrer
- Mettingh, Moritz von (1827–1907), bayerischer Adliger, Philanthrop
- Mettini, Zoro (* 1949), kurdischer Kunstmaler und Bildhauer
- Mettke, Angelika, deutsche Bauingenieurin und Hochschullehrerin
- Mettke, Günther (* 1918), deutscher Fußballspieler
- Mettke, Heinz (1924–2007), deutscher Altgermanist
- Mettke, Sarah-Judith (* 1981), deutsche Regisseurin
- Mettlach, Dietmar (* 1950), deutscher Kirchenmusiker, Organist und Chorleiter
- Mettler, Andreas (* 1968), deutscher Spieleentwickler und Spieleautor
- Mettler, Ann (* 1971), deutsch-schwedische EU-Beamtin
- Mettler, Arnold (1867–1945), Schweizer Unternehmer
- Mettler, Barbara (* 1971), Schweizer Skilangläuferin
- Mettler, Clemens (1936–2020), Schweizer Schriftsteller
- Mettler, Dagmar, deutsche Schauspielerin und Malerin
- Mettler, Dölf (1934–2015), Schweizer Jodler, Komponist, Chorleiter und Bauernmaler
- Mettler, Erhard (1917–2000), Schweizer Erfinder und Unternehmer
- Mettler, Felix (1945–2019), Schweizer Schriftsteller
- Mettler, Josua (* 1998), Schweizer Skirennläufer
- Mettler, Katrin (* 1969), Schweizer Cellistin und Musikpädagogin
- Mettler, Liselotte (* 1939), deutsch-österreichische Gynäkologin und Reproduktionsmedizinerin
- Mettler, Marianne (* 1961), Schweizer Politikerin (SP) und Ökonomin
- Mettler, Melanie (* 1977), Schweizer Politikerin (glp)Melanie Mettler (* 1977)

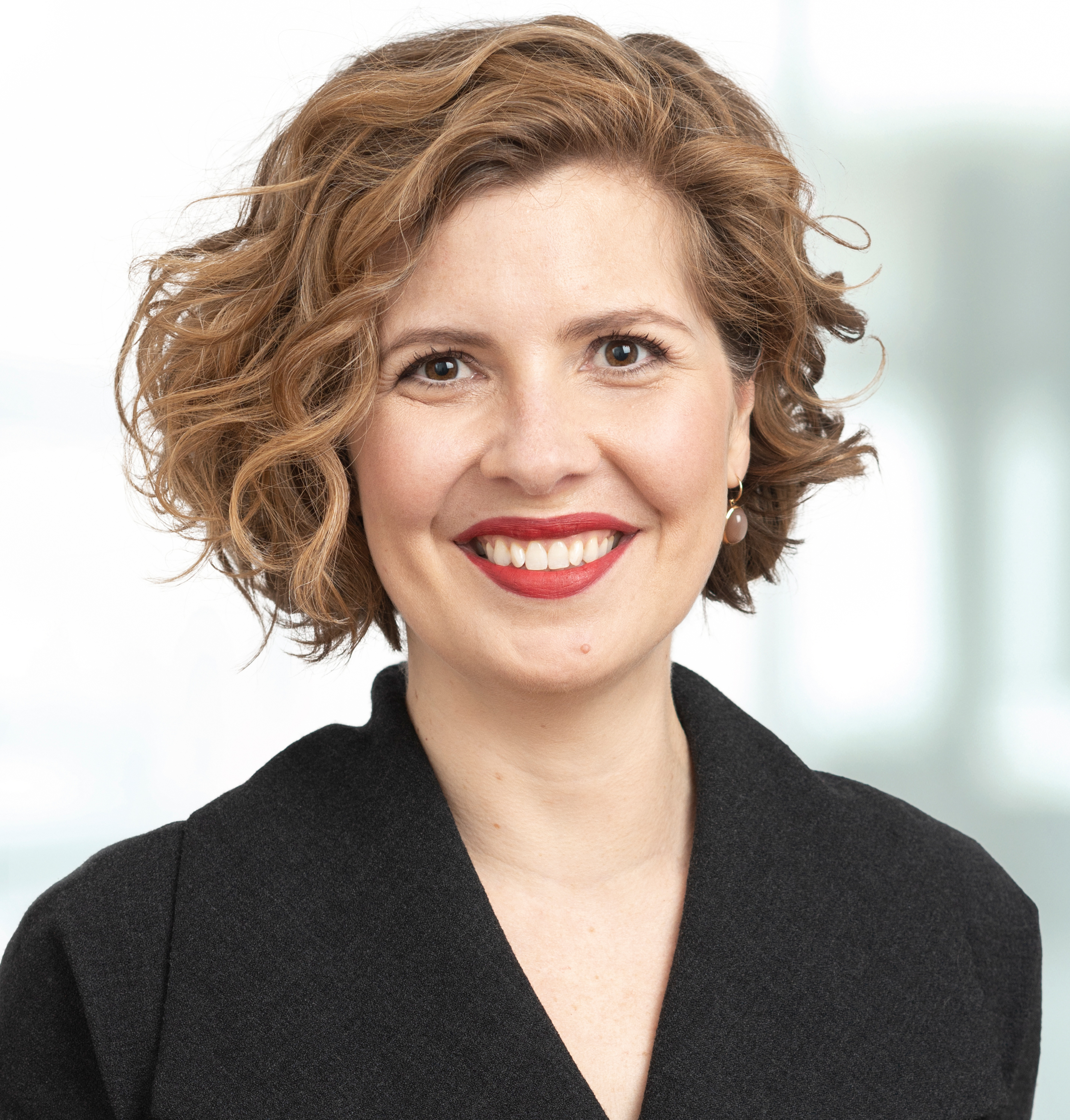
Melanie Mettler (* 1977)

- Mettler, Michel (* 1966), Schweizer Dramaturg, Musiker und Schriftsteller
- Mettler, Mika (* 2001), Schweizer Fussballspieler
- Mettler, Peter (* 1958), schweizerisch-kanadischer Regisseur und Dokumentarfilmer
- Mettler, Peter (* 1989), schweizerischer Kampfkünstler und ehemaliger Weltmeister im Leichtgewicht
- Mettler, Philipp (* 1975), Schweizer Kapellmeister, Klarinetten- und Saxophonspieler
- Mettler, Robert von (1819–1890), preußischer Generalleutnant
- Mettler, Thomas (* 1958), freischaffender Tänzer, Schauspieler und Regisseur im Bereich des zeitgenössischen Tanzes
- Mettler, Valentin Walter (1868–1942), Schweizer Bildhauer
- Mettler, Yannick (* 1989), Schweizer Rennfahrer
- Mettler, Yves (* 1976), Schweizer Künstler
- Mettlerkamp, David Christopher (1774–1850), Hamburger Offizier und Politiker
- Mettling, Louis (1884–1907), US-amerikanischer Bahnradsportler
- Mettmann, Walter (1926–2011), deutscher Romanist, Hispanist, Lusitanist und Mediävist
- Mettner, Martina (* 1956), deutsche Fotografie-Beraterin und Schriftstellerin
- Mettnitzer, Arnold (* 1952), österreichischer Psychotherapeut und PriesterArnold Mettnitzer (* 1952)

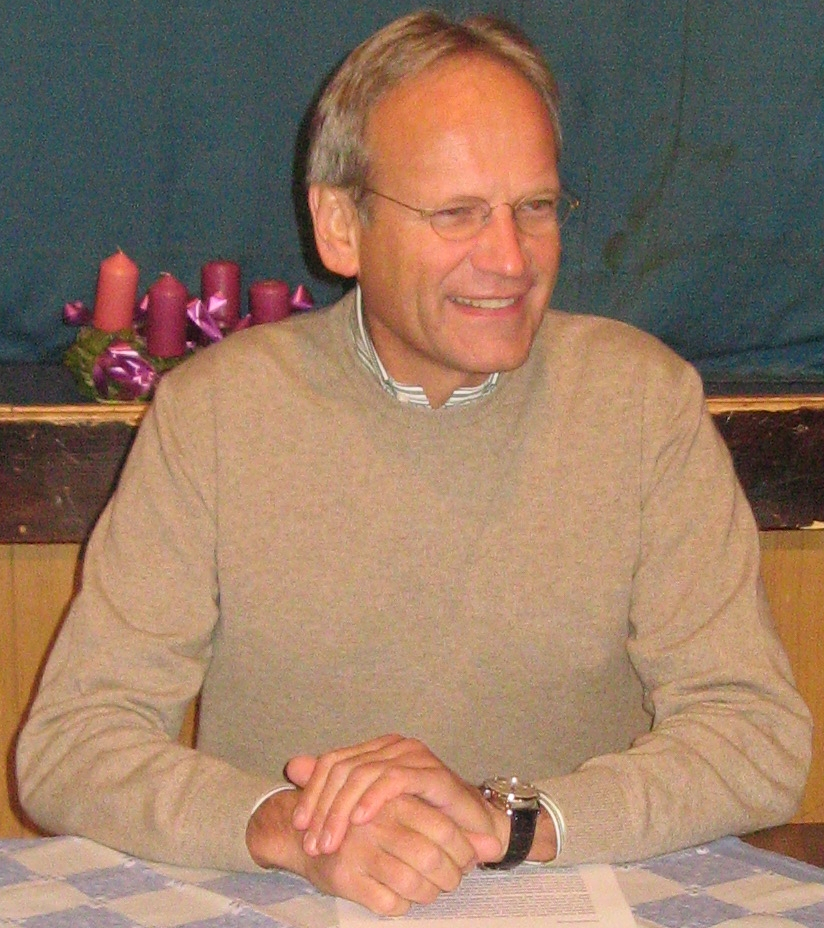
Arnold Mettnitzer (* 1952)

- Mettome, Doug (1925–1964), amerikanischer Jazz-Trompeter
- Mettomo, Lucien (* 1977), kamerunischer Fußballspieler
- Mettraux, Justine (* 1986), Schweizer SegelsportlerinJustine Mettraux (* 1986)

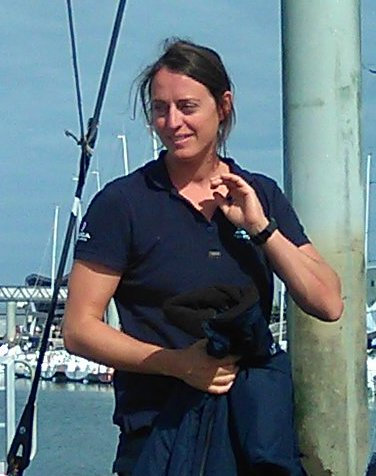
Justine Mettraux (* 1986)

- Mettraux, Léna (* 1998), Schweizer Radsportlerin
- Mettraux, Marie (* 2000), Schweizer Tennisspielerin
- Metty, Russell (1906–1978), US-amerikanischer Kameramann

### Metu
- Metu, Emilian (* 2003), österreichischer Fußballspieler
- Metu, Obinna (* 1988), nigerianischer Sprinter
- Metuktire, Raoni, Häuptling des Kayapo-Volkes
- Metullio, Matteo (* 1989), italienischer Koch
- Metullus, Eloi (* 1892), haitianischer Sportschütze

### Metw
- Metwally Hegazy, Ibrahim, ägyptischer Anwalt und Menschenrechtsaktivist
- Metwally, Mariam (* 1996), ägyptische Squashspielerin
- Metwally, Omar (* 1974), US-amerikanischer Schauspieler
- Metwaly, Mahmoud (* 1993), ägyptischer Fußballspieler

### Metz
- Metz, Alessandro (* 1940), italienischer Filmregisseur
- Metz, André (1891–1968), französischer Offizier und Popularisierer von Physik
- Metz, Andreas (1767–1839), deutscher Geistlicher, Philosoph, Mathematiker und Professor
- Metz, August (1818–1874), deutscher Politiker (NLP), MdR
- Metz, August (1849–1920), deutscher Politiker, Landtagspräsident der Landstände des Großherzogtums Hessen
- Metz, Auguste (1836–1922), deutsche Turnlehrerin und Physiotherapeutin
- Metz, Bernhard (* 1950), deutscher Fußballspieler
- Metz, Bert (* 1945), niederländischer Klimatologe
- Metz, Carl (1818–1877), deutscher Unternehmer
- Metz, Carl Werner (1835–1921), Gutsbesitzer, Mitglied des Provinziallandtages der Provinz Hessen-Nassau
- Metz, Chrissy (* 1980), US-amerikanische SchauspielerinChrissy Metz (* 1980)

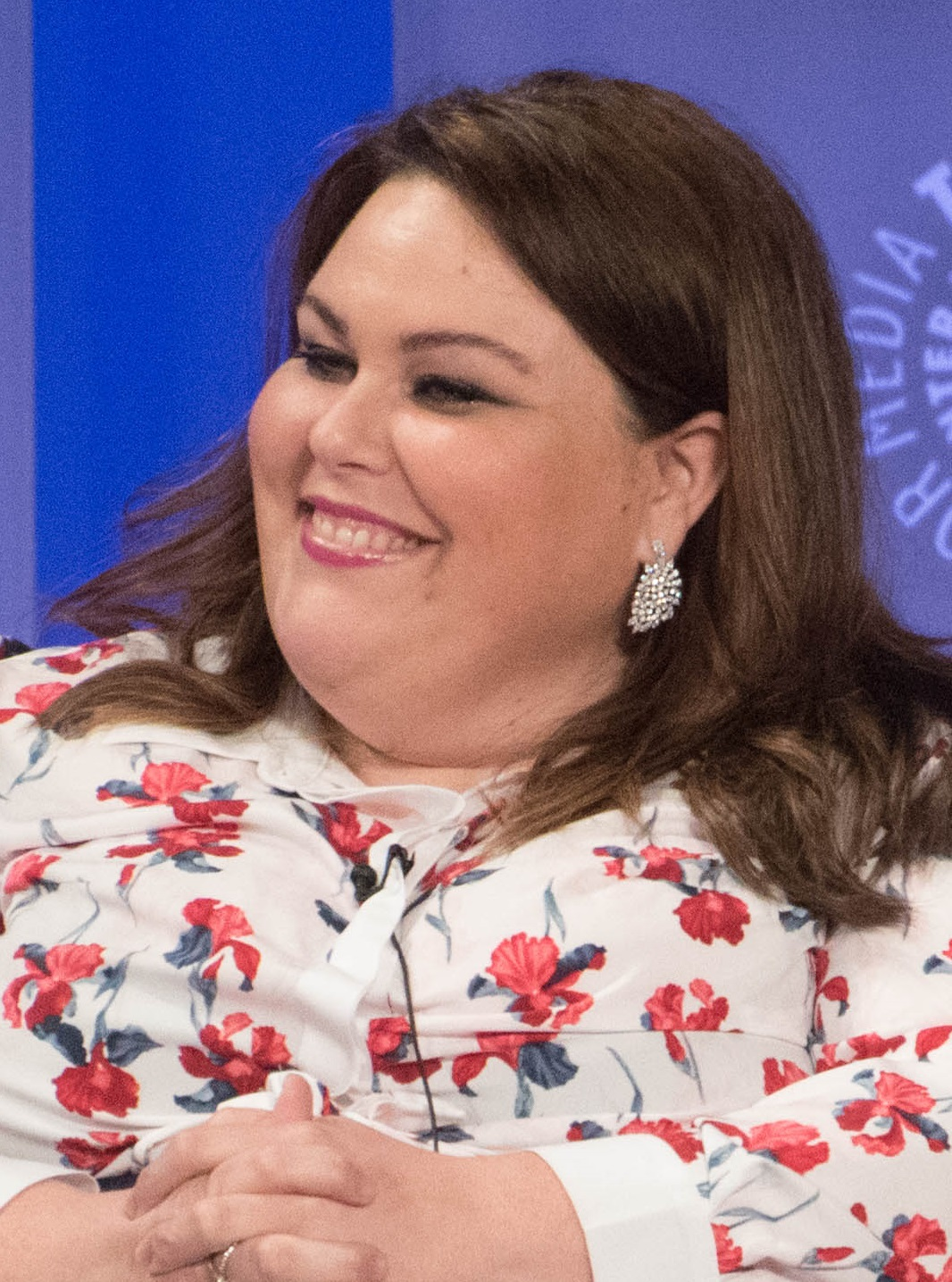
Chrissy Metz (* 1980)

- Metz, Christian (1931–1993), französischer Filmtheoretiker und Semiotiker
- Metz, Christopher (* 1955), deutscher Verwaltungsbeamter, Direktor des sächsischen Landtages
- Metz, Conny (* 1947), deutsche Sängerin
- Metz, Conrad Martin († 1827), deutscher Maler und Kupferstecher
- Metz, Dirk (* 1957), deutscher Politiker, Staatssekretär in der Hessischen Staatskanzlei und Sprecher der Hessischen Landesregierung
- Metz, Don (1916–2007), kanadischer Eishockeyspieler
- Metz, Ed, Sr. (1935–2009), amerikanischer Jazzmusiker (Piano, Arrangement, Komposition) und Investmentbanker
- Metz, Eddie junior (* 1958), US-amerikanischer Jazzmusiker
- Metz, Eduard (1891–1969), deutscher Offizier
- Metz, Elke, deutsche Fußballspielerin
- Metz, Ernst (1892–1973), deutscher Maler und Grafiker
- Metz, Ernst (1916–1980), deutscher Generalmajor des Heeres der Bundeswehr
- Metz, Florian (* 1985), österreichischer Fußballspieler
- Metz, François de († 1444), Kardinalpriester von San Marcello und Bischof von Genf
- Metz, Franz (1878–1945), deutscher Politiker (SPD), MdR
- Metz, Franz (* 1955), deutscher Organist, Musikwissenschaftler und Dirigent
- Metz, Franz Wilhelm (1817–1901), Förderer des Freizeitsports in Deutschland
- Metz, Friedrich (1890–1969), deutscher Geograph und Professor
- Metz, Georg (1833–1885), deutscher Gutsbesitzer und Mitglied des Preußischen Abgeordnetenhauses
- Metz, Georg (1867–1936), deutscher Politiker (SPD), Mitglied des Bayerischen Landtags
- Metz, Georg Wilhelm (1864–1936), deutscher Gutsbesitzer und Abgeordneter des Provinziallandtages der preußischen Provinz Hessen-Nassau
- Metz, Gerhard (1935–2014), deutscher Unternehmer
- Metz, Gert (1942–2021), deutscher Leichtathlet und Olympiateilnehmer
- Metz, Gertrud († 1793), deutsche Malerin
- Metz, Günter (1925–1988), deutscher Organist
- Metz, Günther (* 1937), deutscher Musikwissenschaftler
- Metz, Gunther (* 1967), deutscher Fußballspieler und -trainer
- Metz, Gustav (1816–1853), deutscher Maler und Bildhauer
- Metz, Henrik (* 1948), dänischer Pianist, Organist und Cembalospieler
- Metz, Herman A. (1867–1934), US-amerikanischer Geschäftsmann und Politiker
- Metz, Hermann (1865–1945), deutscher Maler und Zeichner
- Metz, Horst (1945–2022), deutscher Politiker (parteilos, CDU, DDR-CDU), MdL
- Metz, Hubert (* 1949), deutscher Bodybuilder
- Metz, Ignatz (1829–1909), Landtagsabgeordneter Großherzogtum Hessen
- Metz, Innozenz († 1724), deutscher Benediktiner und Maler
- Metz, Jean (* 1940), deutscher Schlagersänger
- Metz, Johann (1809–1887), österreichischer Baumeister, Gemeinderat und Mitbegründer der Handelskammer in Linz an der Donau
- Metz, Johann Baptist (1928–2019), katholischer TheologeJohann Baptist Metz (1928–2019)

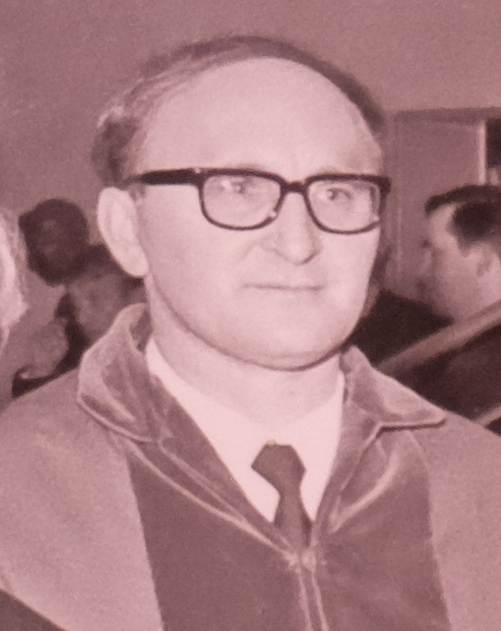
Johann Baptist Metz (1928–2019)

- Metz, Johann Friedrich (1720–1782), deutscher Mediziner
- Metz, Johann George (1801–1853), Bürgermeister, Mitglied der kurhessischen Ständeversammlung
- Metz, Johann Martin (* 1717), deutscher Maler, Zeichner und Kupferstecher
- Metz, Johann Valentin (1745–1829), deutscher katholischer Priester, Domkapitular, Dompropst und Generalvikar im Bistum Speyer
- Metz, Josefa (1871–1943), deutsche Schriftstellerin
- Metz, Karl (1910–1990), österreichischer Geologe
- Metz, Karl David (1799–1869), deutscher Kaufmann und Politiker
- Metz, Karl Heinz (* 1946), deutscher Historiker
- Metz, Lennart (* 1993), deutscher Skilangläufer
- Metz, Lily ter, niederländische Badmintonspielerin
- Metz, Loekie (1918–2004), niederländische Bildhauerin
- Metz, Lothar (1908–1975), deutscher Brigadegeneral der Bundeswehr und Unterabteilungsleiter im Bundesnachrichtendienst
- Metz, Lothar (1939–2021), deutscher Ringer
- Metz, Louis (1802–1882), deutscher Nadlermeister und Politiker, MdL
- Metz, Ludwig (1913–1993), deutscher Drogist, Soldat und Deserteur
- Metz, Margot ter, niederländische Badmintonspielerin
- Metz, Markus (* 1958), deutscher Autor Journalist
- Metz, Martin (1933–2003), rumänisch-deutscher Komponist und Kirchenmusiker
- Metz, Martin (* 1983), deutscher Politiker (Bündnis 90/Die Grünen), MdLMartin Metz (* 1983)

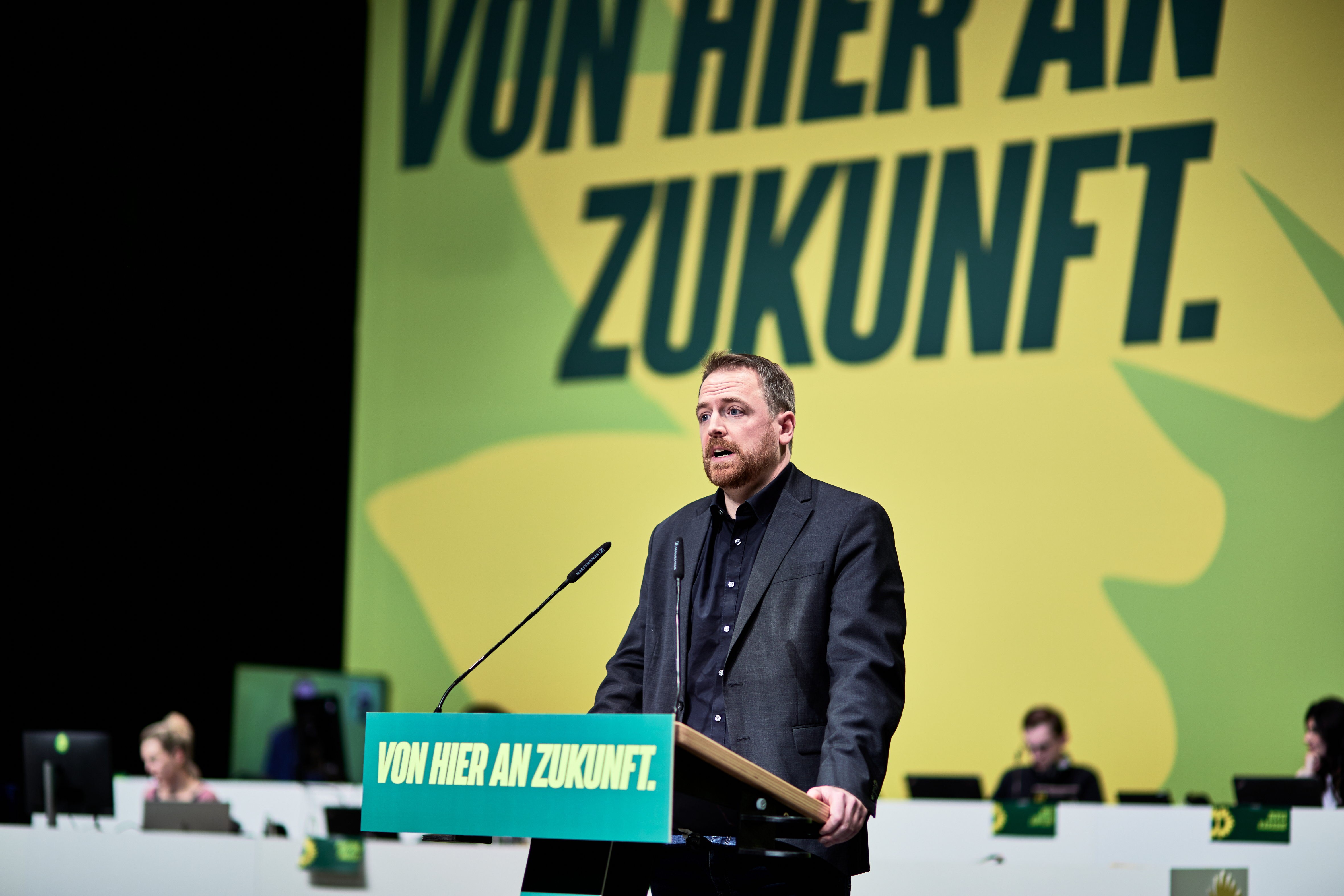
Martin Metz (* 1983)

- Metz, Michael (* 1964), deutscher Hockeyspieler
- Metz, Mika (1967–2017), deutscher Schauspieler
- Metz, Nick (1914–1990), kanadischer Eishockeyspieler
- Metz, Norbert (1811–1885), luxemburgischer Politiker und Ingenieur
- Metz, Norbert (1951–2018), deutscher Politiker (CDU)
- Metz, Nyah (* 2001), niederländische Handballspielerin
- Metz, Paul (1899–1961), Schuldirektor und Politiker, Oberbürgermeister der Stadt Heilbronn (1946–1948)
- Metz, Paul (1911–1993), deutscher Ingenieur und Unternehmer
- Metz, Peter (1901–1985), deutscher Kunsthistoriker
- Metz, Peter (* 1949), deutscher Fußballspieler
- Metz, Peter (* 1953), deutscher Chemiker und Hochschullehrer
- Metz, Peter (* 1984), deutscher Politiker (SPD), MdLPeter Metz (* 1984)

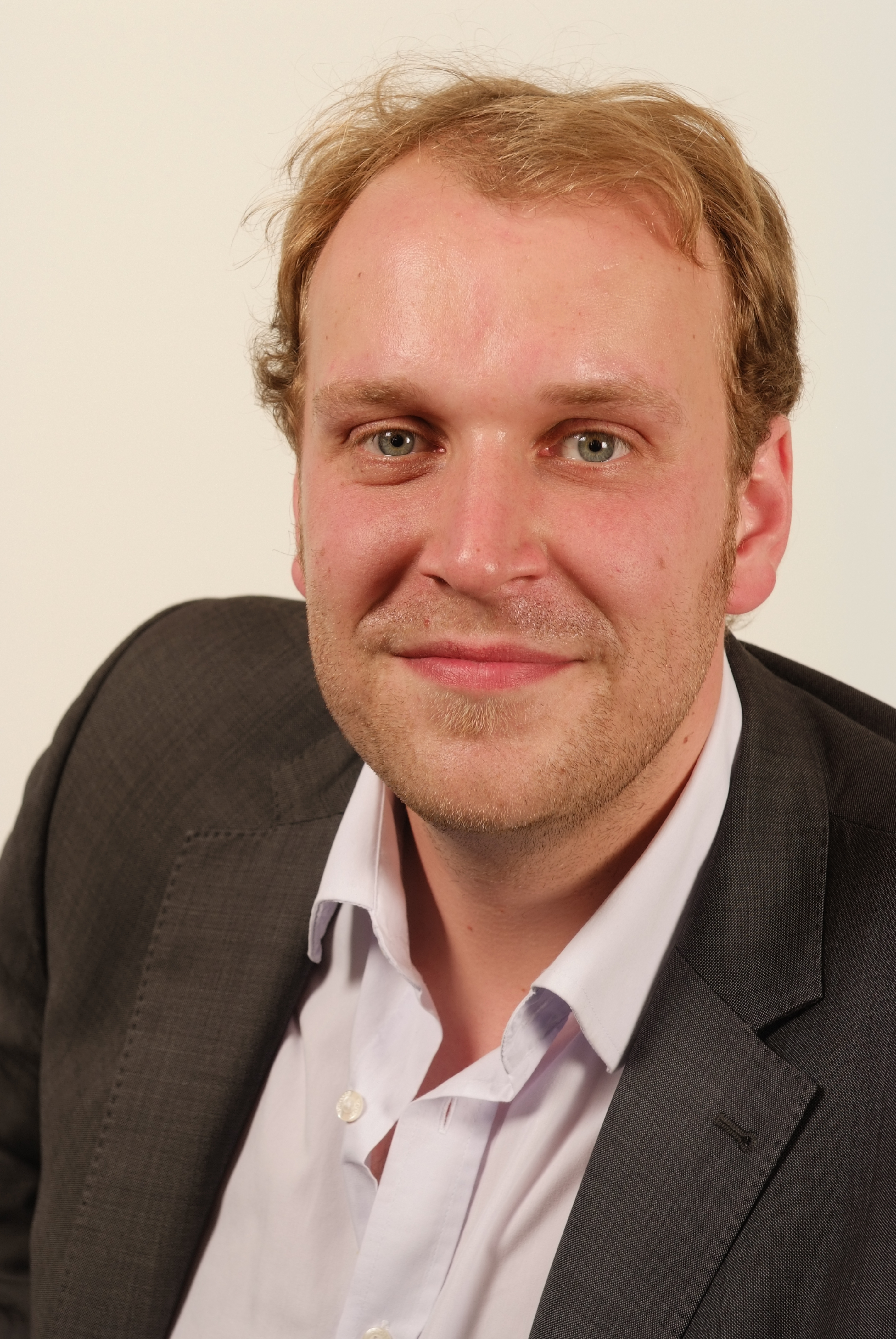
Peter Metz (* 1984)

- Metz, Philip Kojo, deutsch-ghanaischer Aktionskünstler
- Metz, Reinhard (1937–2009), deutscher Politiker (CDU), MdB
- Metz, Richard (1865–1945), Reichsgerichtsrat
- Metz, Rolf (1910–1996), deutscher Politiker (FDP), MdL
- Metz, Roman, deutscher Fußballspieler
- Metz, Rudolf (1923–1991), deutscher Geologe
- Metz, Stefan (* 1951), deutscher Eishockeyspieler
- Metz, Stephan (1789–1850), Mainzer Bürgermeister
- Metz, Stephanie (* 1987), deutsche Archäologin und Denkmalpflegerin
- Metz, Thomas (* 1955), deutscher Architekt und Denkmalpfleger
- Metz, Thomas (* 1968), deutscher Politiker (CDU) und Staatssekretär (Hessen)
- Metz, Thomas F. (* 1948), US-amerikanischer Offizier, Generalleutnant der US-Army
- Metz, Tilly (* 1967), luxemburgische Politikerin (Déi Gréng) und Lehrerin, MdEP
- Metz, Vittorio (1904–1984), italienischer Autor, Drehbuchautor und Humorist
- Metz, Werner (* 1944), deutscher Fernschachgrossmeister
- Metz, Wilhelm (1828–1888), deutscher Komponist, Organist, Orgelsachverständiger und Zeichenlehrer
- Metz, Wilhelm (1893–1943), deutscher Polizeibeamter und SA-Führer
- Metz, Willi (* 1903), deutscher Landwirt und Politiker (NSDAP), MdL
- Metz, Wolfgang (1919–1992), deutscher Bibliothekar und Historiker
- Metz-Becker, Marita (* 1953), deutsche Kulturwissenschaftlerin
- Metz-Göckel, Hellmuth (* 1940), deutscher Psychologe
- Metz-Göckel, Sigrid (1940–2025), deutsche Sozialwissenschaftlerin und Hochschullehrerin
- Metz-Kelbermann, Zelda (1925–1980), Überlebende des Vernichtungslagers Sobibór
- Metz-Neun, Ingrid (* 1950), deutsche Synchronsprecherin
- Metz-Noblat, Joseph de (* 1959), französischer Geistlicher, römisch-katholischer Bischof von Langres

#### Metzb
- Metzburg, Franz Leopold von (1746–1789), österreichischer Diplomat
- Metzburg, Georg Ignaz von (1735–1798), österreichischer Mathematiker und Geometer
- Metzburg, Gottfried von (1738–1797), österreichischer Jesuit, Lehrer und Bibliothekar
- Metzburg, Johann Nepomuk von (1780–1839), österreichischer Staatsbeamter
- Metzburg, Johann von (1815–1889), österreichischer Staatsbeamter

#### Metzd
- Metzdorf, Jens (* 1966), deutscher Historiker und Archivar
- Metzdorf, Nicolas (* 1988), französischer Politiker
- Metzdorf, Stefan (* 1963), deutscher Politiker (SPD)
- Metzdorf-Schmithüsen, Johannes (* 1941), deutscher evangelischer Pfarrer, Schauspieler und Radiosprecher

#### Metze
- Metze, Erich (1909–1952), deutscher Radsportler
- Metze, Ingolf (* 1934), deutscher Finanzwissenschaftler
- Metze, Karin (* 1956), deutsche Ruderin
- Metze-Kirchberg, Anna (1907–2004), deutsche Schriftstellerin
- Metzel, Olaf (* 1952), deutscher Bildhauer
- Metzel, Robert († 1689), deutscher Zisterzienserabt
- Metzelaar, Jan (1891–1929), niederländisch-US-amerikanischer Fischereibiologe und Ichthyologe
- Metzelder, Christoph (* 1980), deutscher Fußballspieler und -trainerChristoph Metzelder (* 1980)

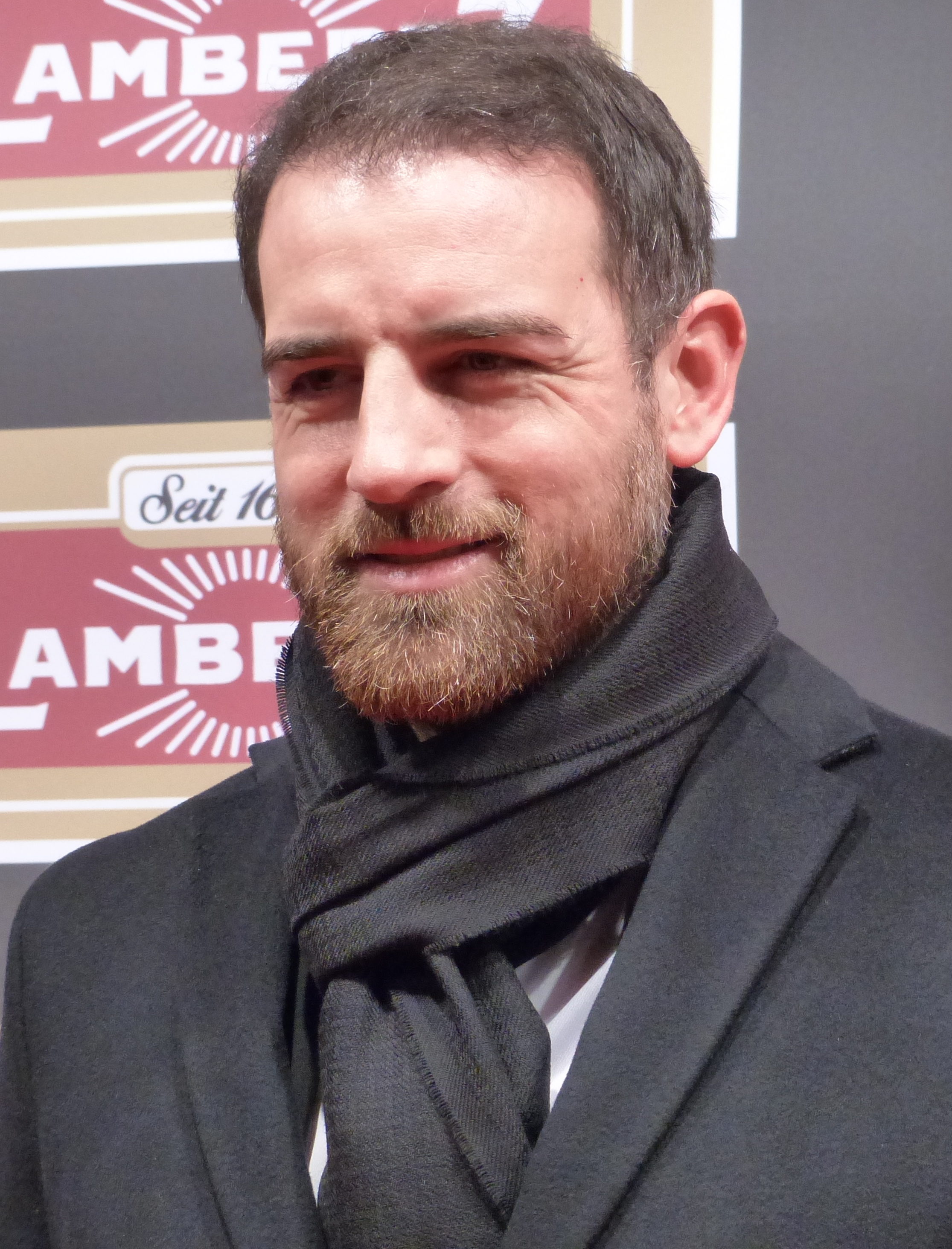
Christoph Metzelder (* 1980)

- Metzelder, Malte (* 1982), deutscher Fußballspieler und -funktionär
- Metzeler, Robert Friedrich (1833–1910), deutscher Unternehmer
- Metzeltin, Erich (1871–1948), deutscher Eisenbahn-Ingenieur
- Metzeltin, Michael (* 1943), Romanist
- Metzeltin, Silvia (* 1938), schweizerisch-italienische Alpinistin, Geologin, Film- und Buchautorin
- Metzen, Chris (* 1973), US-amerikanischer Spieleentwickler, Synchronsprecher, Künstler und AutorChris Metzen (* 1973)

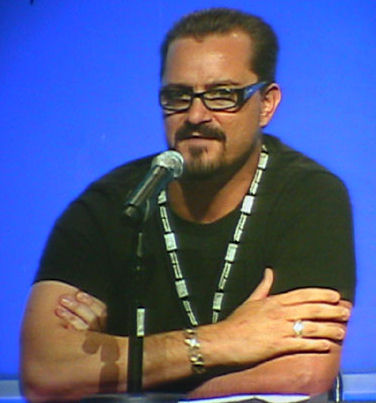
Chris Metzen (* 1973)

- Metzen, Herbert (* 1927), deutscher Fußballspieler
- Metzen, Johann Jacob von (1774–1813), kurtrierischer, später nassauischer Offizier
- Metzen, Johann Jakob von (1851–1915), deutscher Reichsgerichtsrat
- Metzen, Thomas (* 1981), deutscher Fußballschiedsrichter
- Metzen, Werner (1945–1997), deutscher Unternehmer
- Metzen, Wilhelm von (1766–1809), bayerischer Oberst, Kommandeur des Max-Joseph-Ordens
- Metzenauer, Ferdinand (1908–1968), deutscher Schachkomponist
- Metzenbauer, Leo (1910–1993), österreichischer Filmarchitekt, Zeichner und Illustrator
- Metzenbaum, Howard (1917–2008), US-amerikanischer Politiker (Demokraten)
- Metzenbaum, Myron (1876–1944), US-amerikanischer Chirurg
- Metzendorf, Georg (1874–1934), deutscher Architekt und StadtplanerGeorg Metzendorf (1874–1934)

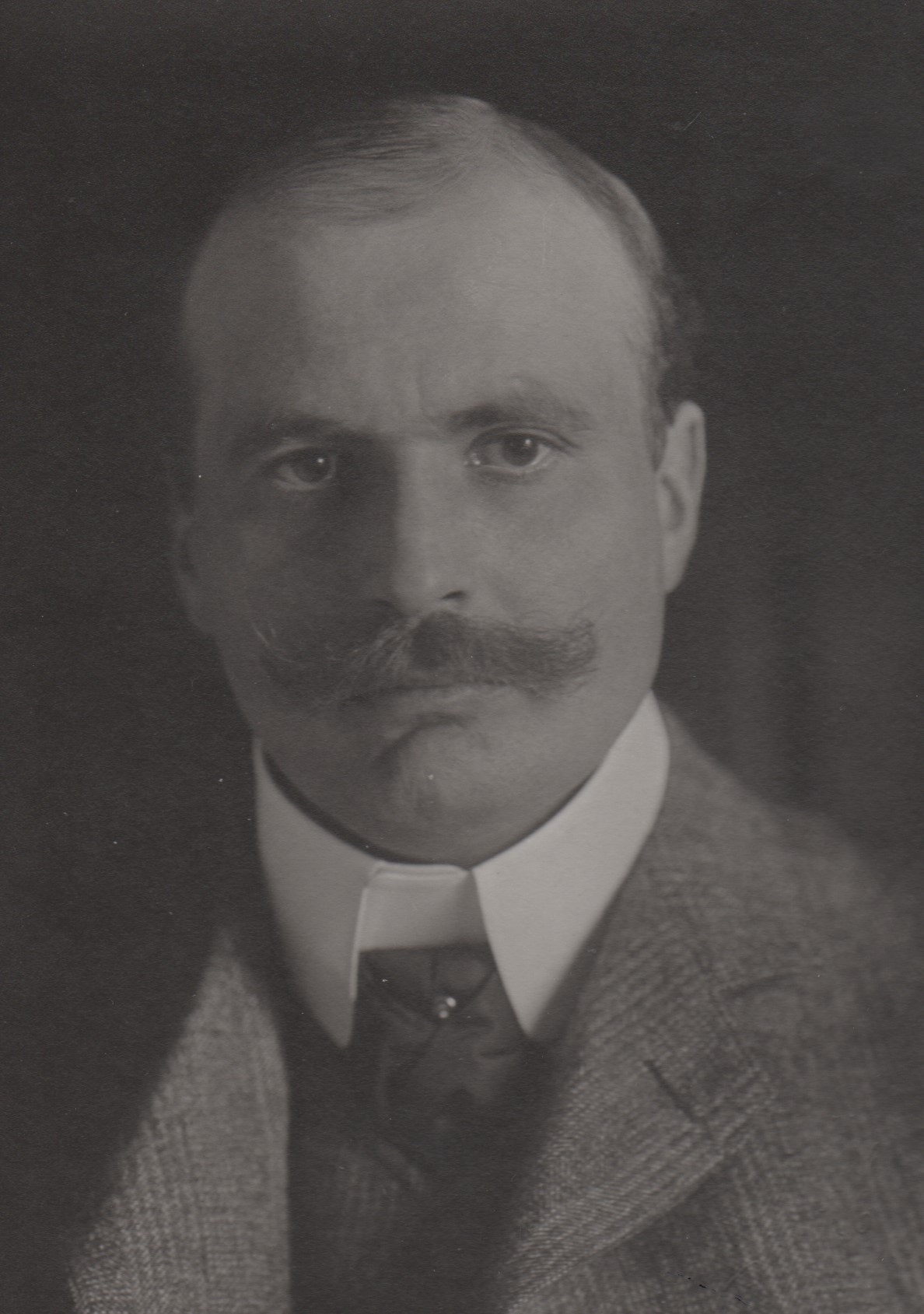
Georg Metzendorf (1874–1934)

- Metzendorf, Heinrich (1866–1923), deutscher Steinmetz und Architekt
- Metzener, Alfred (1833–1905), deutscher Landschaftsmaler und Illustrator
- Metzenhausen, Elisabeth von, deutsche Äbtissin
- Metzenhausen, Johann Heinrich von (1638–1718), Landkomtur des Deutschen Ordens
- Metzenhausen, Johann III. von (1492–1540), Kurfürst und Erzbischof von Trier
- Metzenhausen, Peter Ernst von, deutscher Beamter und Amtmann
- Metzenhausen, Regina Elisabeth von († 1666), deutsche Äbtissin
- Metzenleitner, Rupert (1849–1922), deutscher Benediktinermönch und Abt des Benediktinerklosters Scheyern (1896–1922)
- Metzenmacher, Ralf (1964–2020), deutscher Maler der Retro-Art und Designer
- Metzenthin, Erich (* 1883), deutscher Polizeibeamter und Politiker (DVP), MdL
- Metzenthin, Ralf (* 1970), deutscher Wissenschaftler und Unternehmer
- Metzenthin, Rosmarie (1927–2014), Schweizer Theaterpädagogin
- Metzer, Robin (* 1993), deutscher Bühnen- und Kostümbildner und Szenograf
- Metzeroth, Arno (1871–1937), deutscher Maler, Grafiker und Illustrator
- Metzeroth, Bernhard (1813–1848), deutscher Kupferstecher
- Metzeroth, Gustav (1809–1867), deutscher Kupferstecher

#### Metzg
- Metzger, Adolph (1896–1965), deutscher Geologe
- Metzger, Alan, Regisseur, Kameramann und Filmproduzent
- Metzger, Albrecht (* 1945), deutscher Fernsehmoderator und KabarettistAlbrecht Metzger (* 1945)

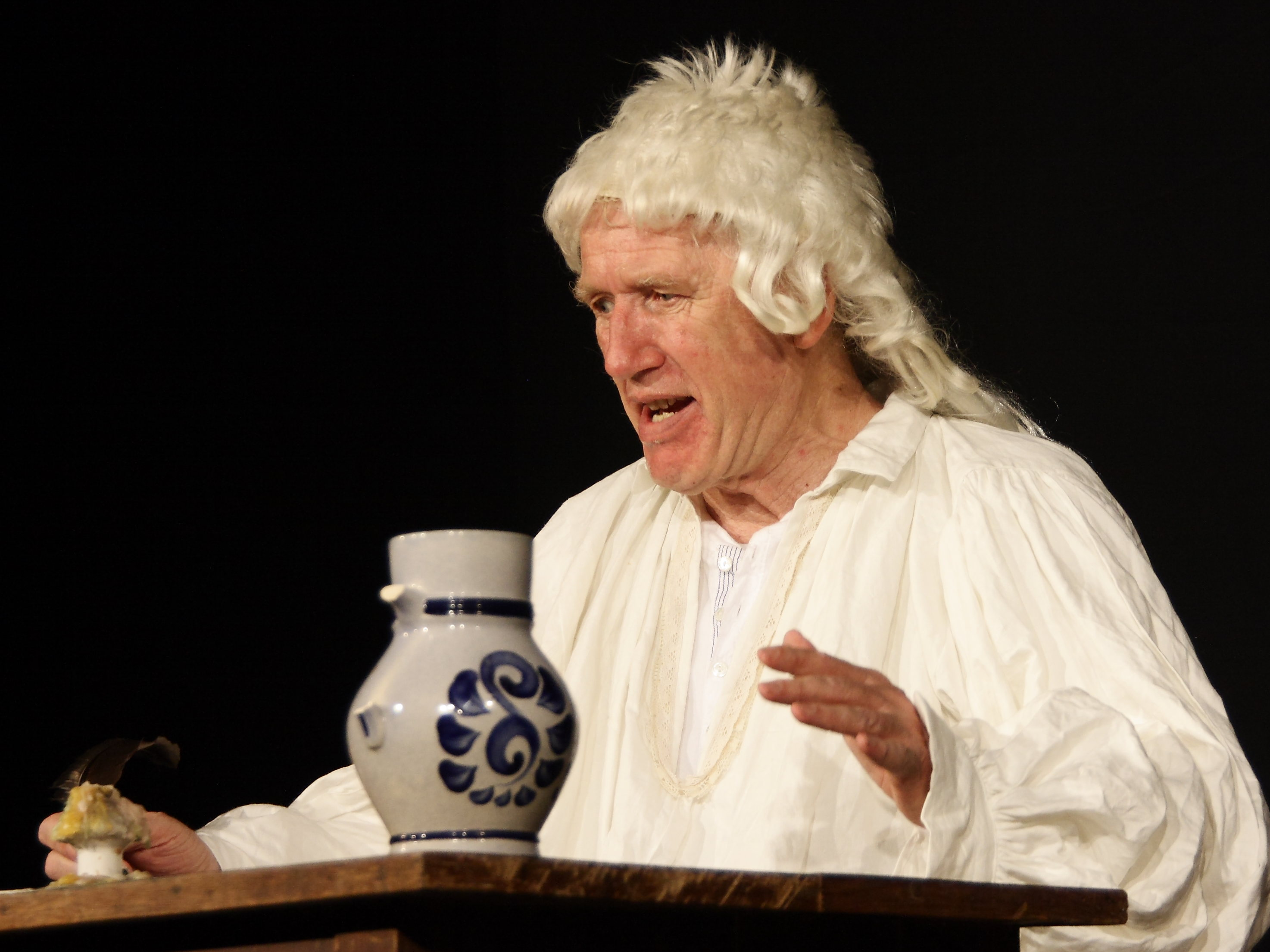
Albrecht Metzger (* 1945)

- Metzger, Alexander (* 1969), deutscher DJ und Musikproduzent
- Metzger, Alexander (* 1973), deutscher Bobfahrer
- Metzger, Alfons (* 1939), deutscher Verwaltungsjurist
- Metzger, Andre (* 1960), US-amerikanischer Ringer
- Metzger, Angela (* 1986), deutsche Konzertorganistin
- Metzger, Arthur (* 1902), deutscher Leichtathlet
- Metzger, August (1832–1917), deutscher Forstzoologe und Hochschullehrer
- Metzger, Axel (* 1971), deutscher Jurist
- Metzger, Brian, US-amerikanischer Astrophysiker
- Metzger, Bruce (1914–2007), US-amerikanischer Neutestamentler, Theologe, Textkritiker und Bibelübersetzer
- Metzger, Burkhard (* 1961), deutscher Polizeibeamter, Polizeipräsident von Ludwigsburg
- Metzger, Christof (* 1968), deutscher Kunsthistoriker
- Metzger, Christoph (* 1962), deutscher Musik- und Kunstwissenschaftler
- Metzger, Dagmar (* 1958), deutsche Politikerin (SPD), MdL
- Metzger, Deena (* 1936), US-amerikanische Schriftstellerin
- Metzger, Eduard (1807–1894), deutscher Architekt, Maler und Autor, bayerischer Baubeamter und Hochschullehrer
- Metzger, Erich (1892–1940), deutscher Journalist
- Metzger, Erika, deutsche Tischtennisspielerin
- Metzger, Erwin (* 1939), deutscher Fußballspieler
- Metzger, Franz (* 1948), deutscher Historiker und Publizist
- Metzger, Fritz (1898–1973), Schweizer Architekt
- Metzger, Fritz (* 1907), Politiker und Verbandsfunktionär im Königreich Jugoslawien und Königreich Ungarn
- Metzger, Gabriele (* 1959), deutsche SchauspielerinGabriele Metzger (* 1959)

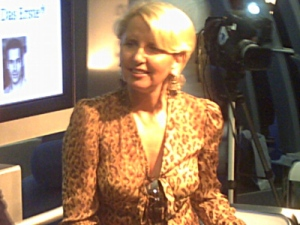
Gabriele Metzger (* 1959)

- Metzger, Georg (* 1946), deutscher Fußballspieler
- Metzger, Georg Balthasar (1623–1687), deutscher Mediziner und Naturwissenschaftler, Mitbegründer der Academia Naturae Curiosorum
- Metzger, Gertrud (1908–1993), deutsche Ärztin und Politikerin (SPD), MdL
- Metzger, Günther (1933–2013), deutscher Jurist und Politiker (SPD), MdB, Oberbürgermeister von Darmstadt
- Metzger, Gustav (* 1926), deutscher KünstlerGustav Metzger (* 1926)

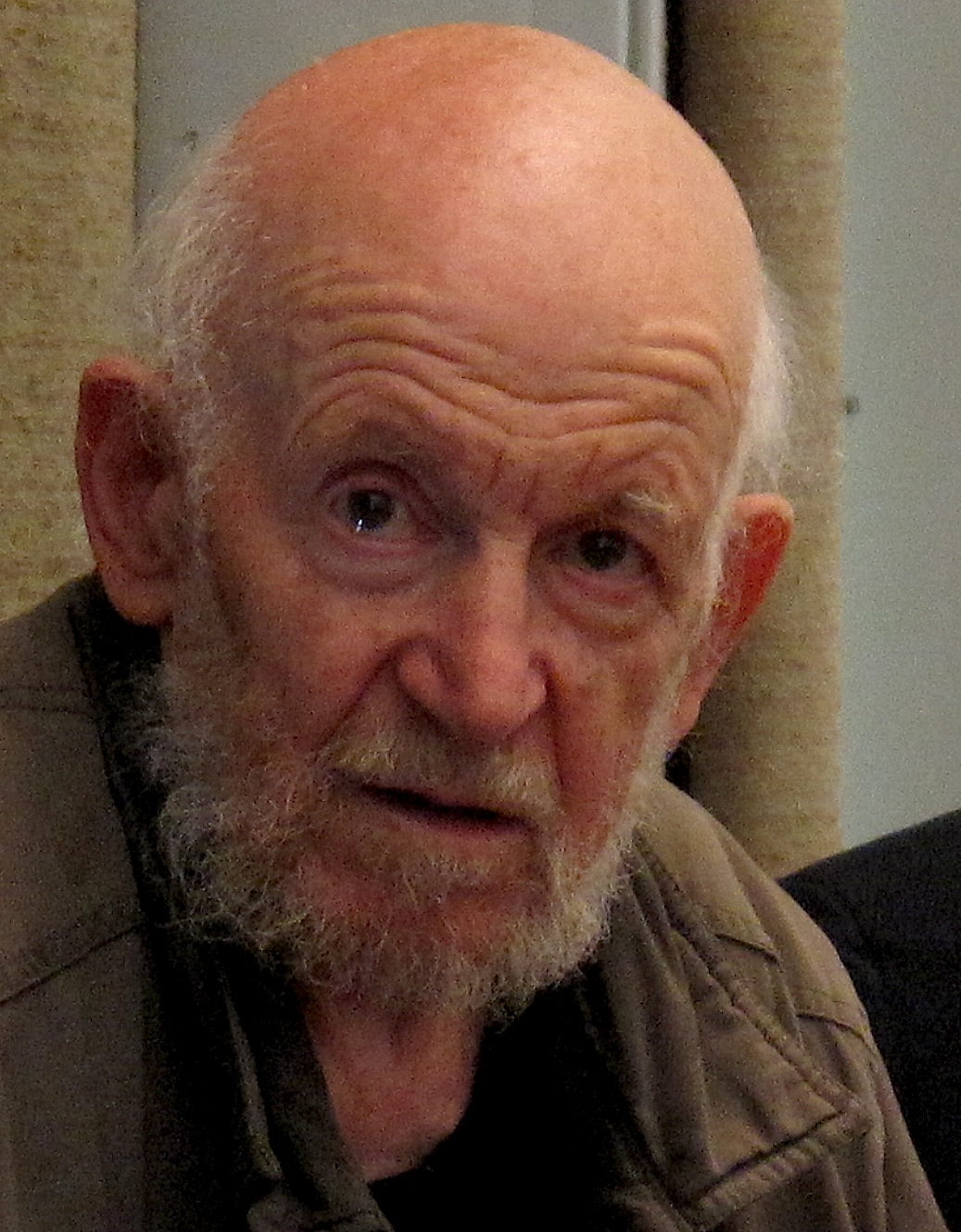
Gustav Metzger (* 1926)

- Metzger, Hans (1879–1957), deutscher Maler
- Metzger, Hans Arnold (1913–1977), deutscher Kirchenmusiker und Komponist
- Metzger, Heidi, deutsche Radrennfahrerin
- Metzger, Heinz Dietrich (1926–2023), württembergischer evangelischer Pfarrer und Gesangbuchforscher
- Metzger, Heinz-Klaus (1932–2009), deutscher Musiktheoretiker und Musikkritiker
- Metzger, Hélène (* 1889), französische Wissenschaftshistorikerin und Philosophin
- Metzger, Helmut (1917–1995), pfälzischer Mundartdichter
- Metzger, Helmut (* 1959), deutscher Regisseur
- Metzger, Henri (1912–2007), französischer Klassischer Archäologe
- Metzger, Heribert (* 1950), österreichischer Organist
- Metzger, Hermann (1919–2012), deutscher Künstler
- Metzger, Jack (1918–1999), Schweizer Fotograf
- Metzger, Jan (* 1956), deutscher Journalist, Intendant von Radio Bremen
- Metzger, Jochen (* 1969), deutscher Journalist, Buchautor, Textchef und Berater
- Metzger, Johann Baptist (1771–1844), deutscher Kupferstecher
- Metzger, Johann Christian (1789–1852), deutscher Landschaftsgärtner
- Metzger, Johann Daniel (1739–1805), deutscher Mediziner
- Metzger, Johann Georg (1746–1793), deutscher Komponist und Flötist
- Metzger, Johann Peter (1723–1795), Bürgermeister der Stadt Salzburg
- Metzger, Johannes (* 1994), deutscher Jazzmusiker (Schlagzeug, Komposition)
- Metzger, Jon (* 1959), US-amerikanischer Jazzmusiker und Komponist
- Metzger, Jona (* 1953), israelischer OberrabbinerJona Metzger (* 1953)

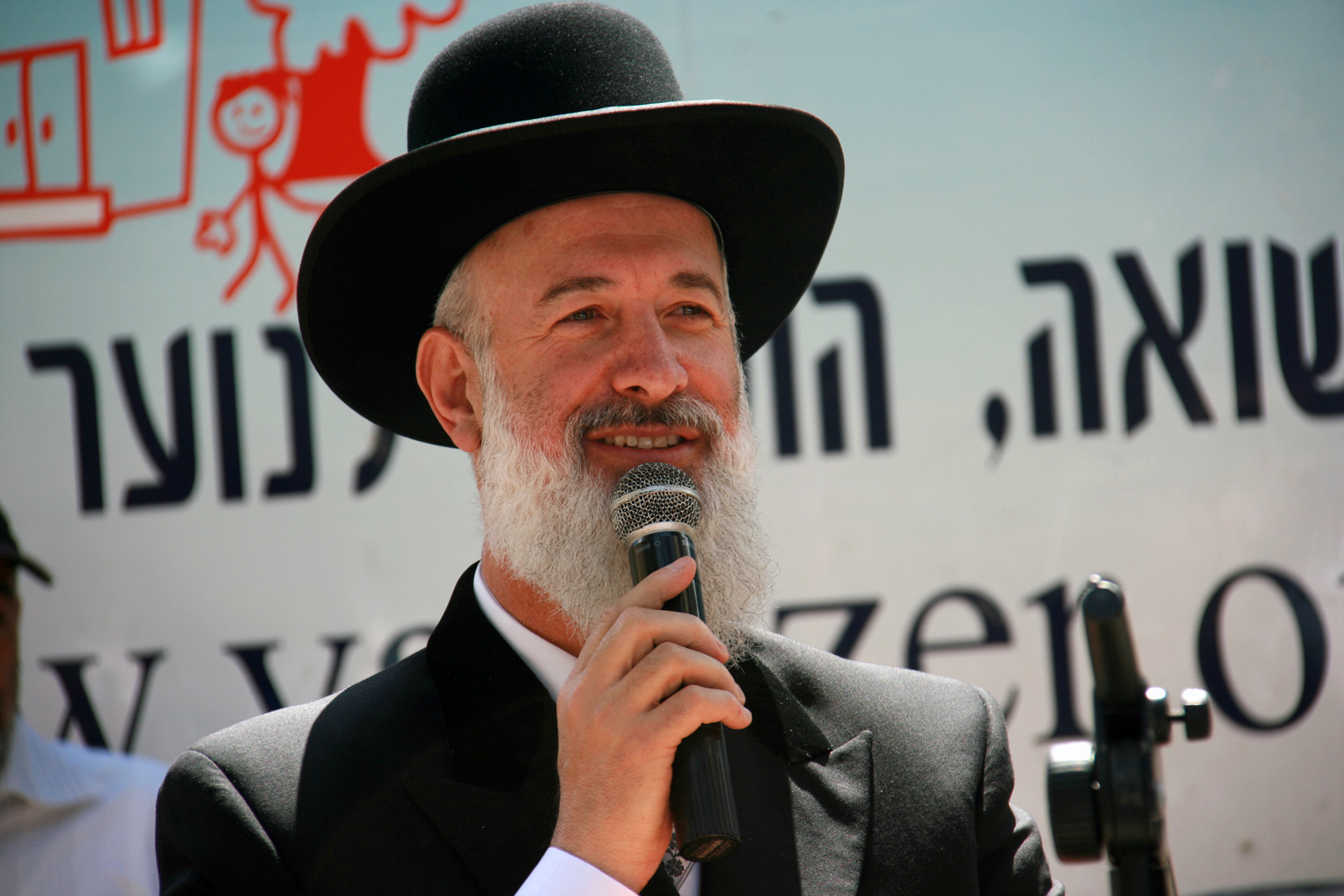
Jona Metzger (* 1953)

- Metzger, Josef (* 1943), österreichischer Journalist
- Metzger, Kai (* 1960), deutscher Schriftsteller
- Metzger, Karl (* 1894), deutscher Rassenhygieniker und Hochschullehrer
- Metzger, Kay (* 1960), deutscher Regisseur und Intendant
- Metzger, Kelly (* 1980), kanadische Synchronsprecherin
- Metzger, Klaus (* 1951), deutscher Theaterregisseur und Autor
- Metzger, Klaus (1952–2016), deutscher Basketballschiedsrichter
- Metzger, Klaus (* 1963), deutscher Politiker (CSU) und Schulamtsdirektor, Landrat
- Metzger, Kurt (* 1977), US-amerikanischer Komiker, Autor und Schauspieler
- Metzger, Ludwig (1902–1993), deutscher Politiker (SPD), MdL, MdB, MdEP
- Metzger, Manfred (1905–1986), Schweizer Segler
- Metzger, Marc (* 1973), deutscher KomikerMarc Metzger (* 1973)

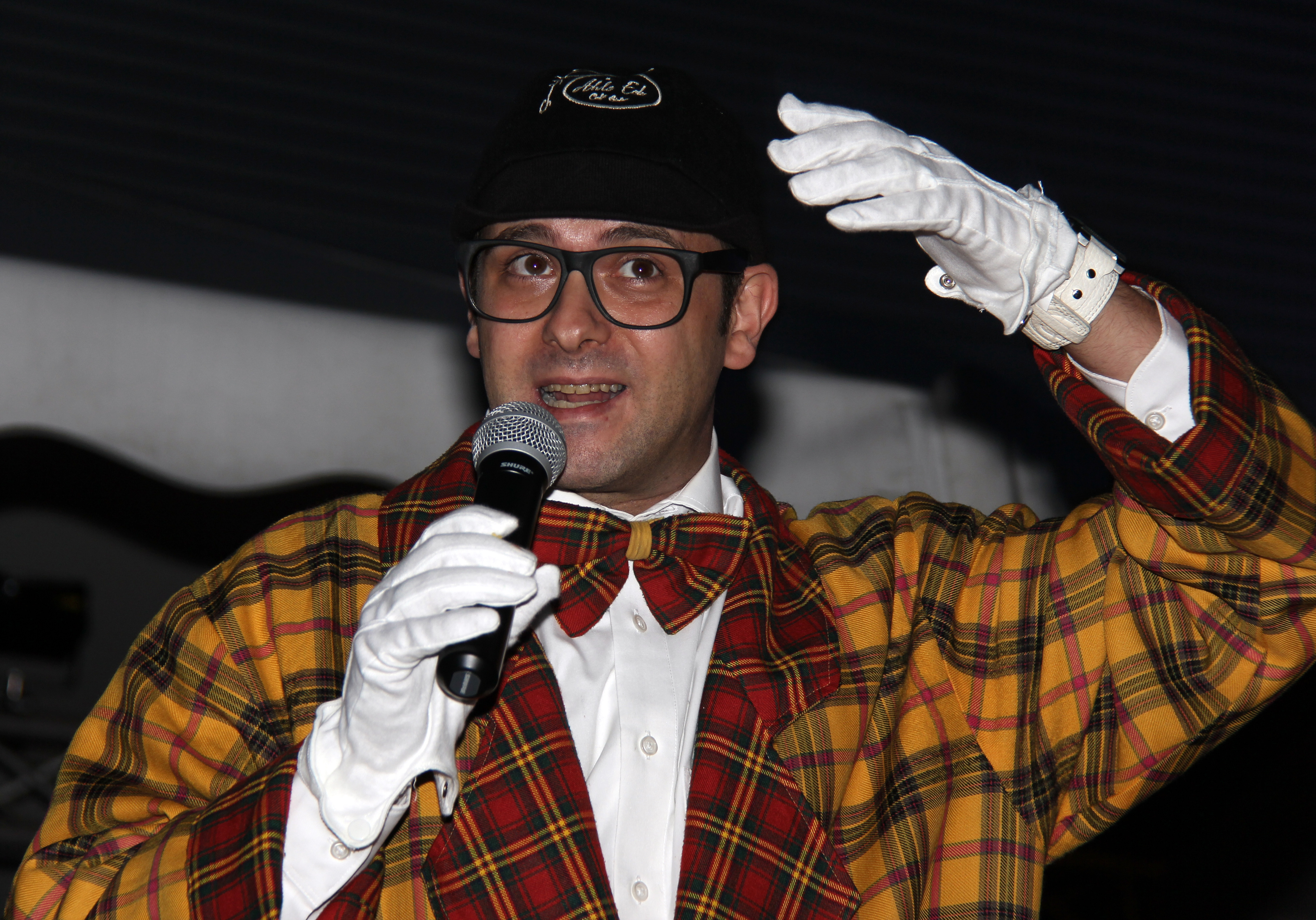
Marc Metzger (* 1973)

- Metzger, Marieluise (* 1938), deutsche Ordensfrau und Generaloberin
- Metzger, Markus (1879–1949), deutscher römisch-katholischer Ordensmann, Missionar und Märtyrer
- Metzger, Marquard Georg († 1872), deutscher Verwaltungsbeamter
- Metzger, Martin (1925–1994), Schweizer Radrennfahrer
- Metzger, Martin (1928–2018), deutscher evangelischer Theologe und Pastor
- Metzger, Martin Christoph (1625–1690), österreichisch-deutscher Mediziner
- Metzger, Max (1866–1941), deutscher Architekt, Gewerbeschullehrer und Kunsthistoriker
- Metzger, Max Josef (1887–1944), deutscher römisch-katholischer Priester, von den Nazis zum Tode verurteilt und hingerichtet
- Metzger, Melchior († 1563), Richter, Stadtsiegler und Bürgermeister von Tübingen, sowie Landschaftsabgeordneter und Mitglied des Engeren Ausschuss der Landschaft
- Metzger, Naomi (* 1998), britische Dreispringerin
- Metzger, Nicole (* 1969), deutsche Jazzsängerin
- Metzger, Nina (* 1995), Schweizer Unihockeyspielerin
- Metzger, Oswald (* 1954), deutscher Politiker (CDU), MdL, MdBOswald Metzger (* 1954)

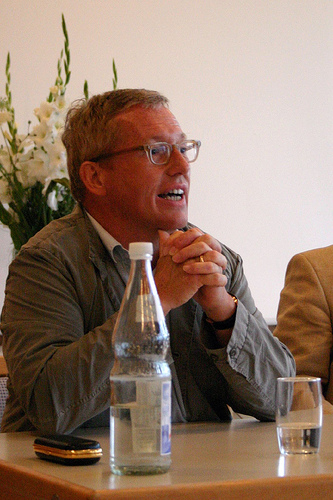
Oswald Metzger (* 1954)

- Metzger, Ottilie (1878–1943), deutsche Opernsängerin (Alt) und Gesangslehrerin
- Metzger, Patrick (* 1979), deutscher Schlagzeuger, Schlagzeuglehrer, Autor und Dozent
- Metzger, Paul (* 1944), deutscher Politiker (CDU) und Fußball-Funktionär
- Metzger, Paul (* 1973), deutscher Theologe und Pfarrer der Evangelischen Kirche der Pfalz
- Metzger, Peter (1937–2017), deutscher Diplomat und Botschafter
- Metzger, Radley (1929–2017), US-amerikanischer Filmregisseur, Drehbuchautor, Filmproduzent, Filmeditor und Filmverleiher
- Metzger, Rainer (* 1961), deutscher Kunsthistoriker
- Metzger, Ralph (* 1972), deutscher Basketballspieler
- Metzger, Reiner (* 1957), deutscher Fotograf und Musiker
- Metzger, Reinhold (* 1956), deutscher Fußballspieler
- Metzger, Robert A. (* 1956), amerikanischer Ingenieur und Science-Fiction-Autor
- Metzger, Robert Friedrich (1873–1938), österreichischer Spediteur und Unternehmer
- Metzger, Sabine (* 1963), deutsche Künstlerin
- Metzger, Samuel (* 1972), US-amerikanischer Organist und Komponist
- Metzger, Sebastian (* 1935), deutscher Fußballspieler
- Metzger, Stein (* 1972), US-amerikanischer Beachvolleyballspieler
- Metzger, Stéphane (* 1973), französischer Schauspieler
- Metzger, Susann (* 1977), Schweizer Politikerin
- Metzger, Susanne (* 1972), deutsche Physikerin und Hochschullehrerin
- Metzger, Sven (* 1992), deutscher Volleyballspieler
- Metzger, Tim (* 1947), US-amerikanischer Kameramann und Dokumentarfilmer
- Metzger, Walter P (1922–2016), US-amerikanischer Historiker
- Metzger, Wilhelm (1848–1914), deutscher Politiker (SPD), MdR
- Metzger, Wilhelm (1879–1916), deutscher Philosoph
- Metzger, Wolfgang (1899–1979), deutscher Psychologe, Vertreter der zweiten Generation der Gestalttheorie
- Metzger-Breitenfellner, Renate (* 1956), deutsche Journalistin und Autorin
- Metzger-Szmuk, Nitza (* 1945), israelische Architektin, Denkmalschützerin

#### Metzi
- Metzig, Johann Christian (1804–1868), Arzt, Philanthrop und Pazifist
- Metzig, Wilhelm (1893–1989), deutscher Gebrauchsgrafiker, Emigrant zur Zeit des Nationalsozialismus nach New York
- Metzing, Adalbert (1855–1912), deutscher Architekt und preußischer Baubeamter
- Metzinger, Adalbert (1910–1984), deutscher Benediktiner und Abt des Klosters Weingarten
- Metzinger, Adalbert (* 1950), deutscher Erziehungswissenschaftler und Autor, Dozent an der Fachschule für Sozialpädagogik in Bühl
- Metzinger, August (1882–1939), deutscher Politiker (Zentrum), MdL
- Metzinger, Jean (1883–1956), französischer Maler
- Metzinger, Kilian (1806–1869), deutscher Landschaftsmaler
- Metzinger, Thomas (* 1958), deutscher PhilosophThomas Metzinger (* 1958)

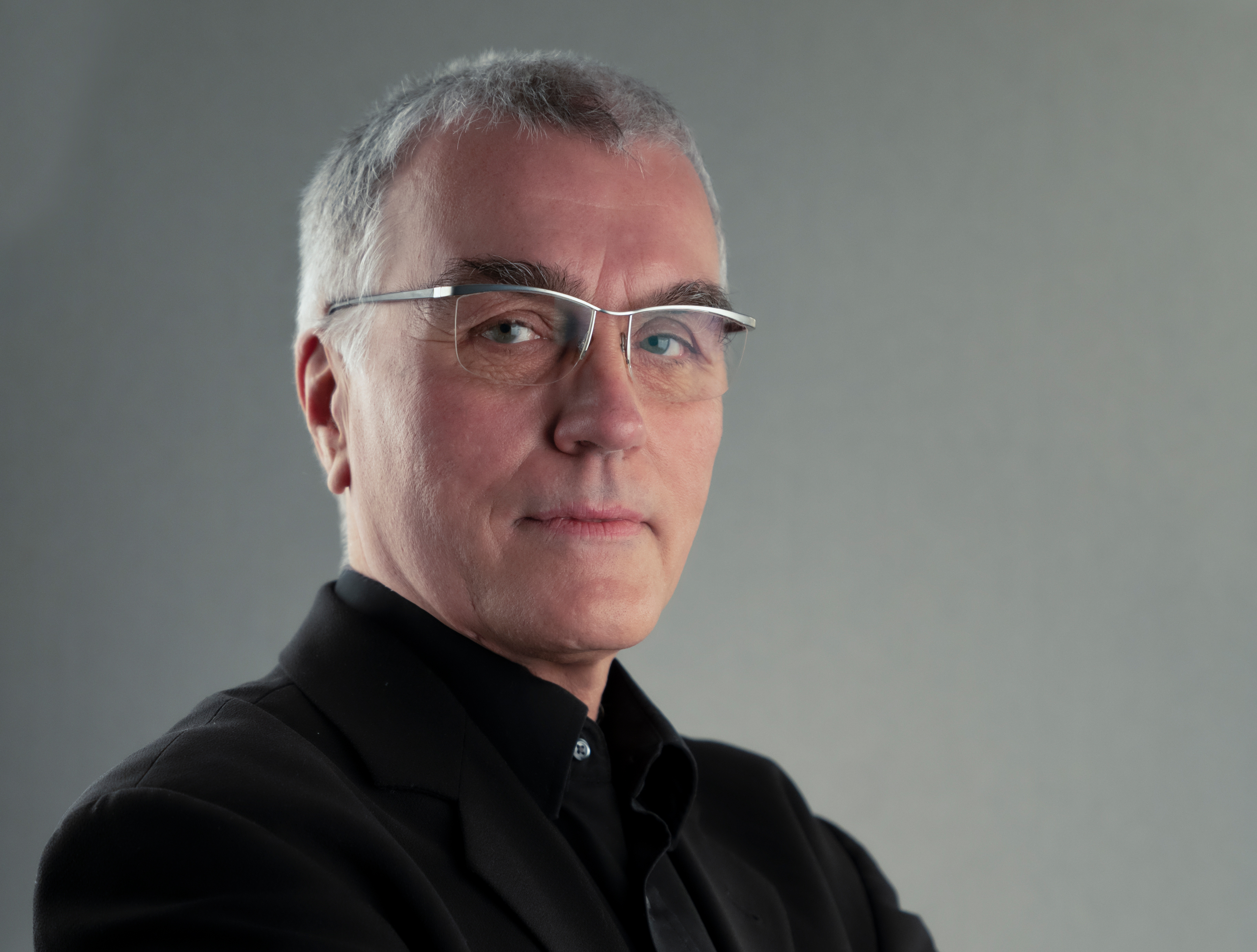
Thomas Metzinger (* 1958)

#### Metzk
- Metzke, Bernd (* 1966), deutscher Handballspieler
- Metzke, Erwin (1906–1956), deutscher Philosoph
- Metzke, Hermann (1801–1880), deutscher Jurist und Politiker
- Metzke, Paul, US-amerikanischer Jazz- und Fusion-Gitarrist
- Metzke, Philipp (1986–2014), deutscher Radrennfahrer
- Metzker, Maria (1916–2010), österreichische Gewerkschafterin und Politikerin (SPÖ), Abgeordnete zum Nationalrat
- Metzker, Max (* 1960), australischer Schwimmer
- Metzkes, Elrid (1932–2014), deutsche Textilgestalterin
- Metzkes, Harald (* 1929), deutscher MalerHarald Metzkes (* 1929)

Harald Metzkes (* 1929)

- Metzkes, Robert (* 1954), deutscher Bildhauer, Maler und Grafiker

#### Metzl
- Metzl, Andreas, Abt des Klosters Waldsassen
- Metzl, Klaus (* 1965), deutscher Geistlicher, römisch-katholischer Theologe, Generalvikar in Passau
- Metzl, Ludwig (1854–1942), Werbeunternehmer und Zeitschriftenherausgeber im Russischen Kaiserreich
- Metzl, Richard (1870–1941), österreichischer Schauspieler und Regisseur
- Metzl, Wladimir (1882–1950), deutsch-russischer Pianist, Komponist und Musikpädagoge
- Metzler, Albert von (1839–1918), deutscher Bankier und Politiker
- Metzler, Albert von (1898–1989), deutscher Bankier
- Metzler, Alf (* 1951), deutscher Archäologe mit dem Schwerpunkt Moorarchäologie
- Metzler, Alfred (* 1951), deutscher Fußballspieler und -trainer
- Metzler, Andreas (* 1974), deutscher Jazz-Kontrabassist und Komponist
- Metzler, Anne Victoire (* 1984), luxemburgische Schauspielerin
- Metzler, Barbara von (1941–2003), deutsche Mäzenin
- Metzler, Benjamin (1650–1686), deutscher Tuchhändler und Begründer des Bankhauses Metzler
- Metzler, Bernhard (* 1979), österreichischer Skispringer
- Metzler, Carl Friedrich (1813–1867), deutscher Jurist und Politiker
- Metzler, Christoph (1490–1561), Bischof von Konstanz
- Metzler, Christoph (* 1963), österreichischer Politiker (GRÜNE), Vorarlberger Landtagsabgeordneter
- Metzler, Christoph von (1943–1993), deutscher Bankier
- Metzler, Dieter (* 1939), deutscher Althistoriker und Klassischer Archäologe
- Metzler, Fred (1929–2010), deutscher Hörfunk- und Fernseh-Moderator sowie Schauspieler
- Metzler, Fred L. (1887–1964), US-amerikanischer Filmfirmenmanager
- Metzler, Friedrich (1749–1825), deutscher Bankier und Mäzen
- Metzler, Friedrich (1839–1924), preußischer Generalleutnant
- Metzler, Friedrich (1910–1979), deutscher Komponist
- Metzler, Friedrich von (1943–2024), deutscher Bankier und Mäzen
- Metzler, Gabriele (* 1967), deutsche Historikerin und Hochschullehrerin
- Metzler, Georg, Anführer des Odenwälder Haufens im Bauernkrieg (1525)
- Metzler, Georg (1868–1948), deutscher Architekt, Baubeamter und Bürgermeister in Worms
- Metzler, Georg Friedrich (1806–1889), Bankier und Politiker der Freien Stadt Frankfurt
- Metzler, Gustav von (1908–1984), deutscher Bankier und Teilhaber des Bankhauses Benjamin Metzler
- Metzler, Hannes (* 1977), österreichischer Mountainbikefahrer
- Metzler, Heiner (1930–2015), deutscher Judoka und Judo-Bundestrainer
- Metzler, Heinrich August (1883–1961), deutscher Politiker der CDU
- Metzler, Helmut (1930–2020), deutscher Philosoph
- Metzler, J., deutscher Künstler
- Metzler, Jakob von (1991–2002), deutscher Bankiersohn, Entführungs- und Mordopfer
- Metzler, Jan (* 1981), deutscher Politiker (CDU), MdBJan Metzler (* 1981)

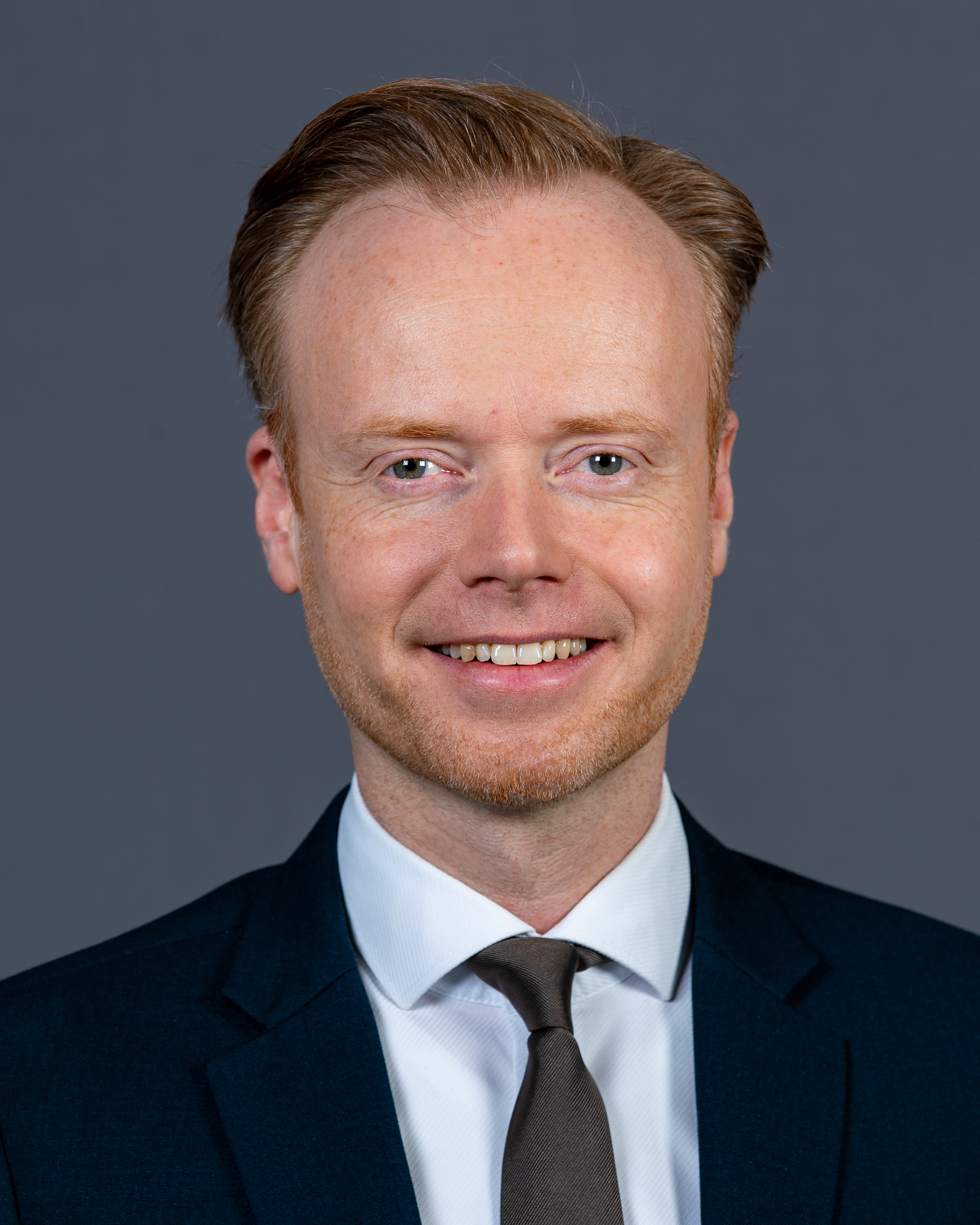
Jan Metzler (* 1981)

- Metzler, Jeanni (* 1992), südafrikanische Triathletin
- Metzler, Jim (* 1951), US-amerikanischer Schauspieler
- Metzler, Johann Friedrich (1780–1864), Bankier und Politiker Freie Stadt Frankfurt
- Metzler, Johann Wilhelm (1755–1837), deutscher Jurist und Politiker
- Metzler, Johannes (1494–1538), Gräzist und Jurist, Landeshauptmann des Erbfürstentums Breslau
- Metzler, Johannes Baptist (1883–1946), deutscher Jesuit und Kirchenhistoriker
- Metzler, Jos (1574–1639), Mönch, Stiftsbibliothekar in St. Gallen, Chronist, Jurist, Schriftsteller
- Metzler, Josef (1921–2012), deutscher Geistlicher, Präfekt des Vatikanischen Archivs
- Metzler, Jost (1909–1975), deutscher Offizier, zuletzt Korvettenkapitän
- Metzler, Justin (* 1993), US-amerikanischer Triathlet
- Metzler, Karin (* 1956), deutsche Byzantinistin
- Metzler, Kurt Laurenz (1941–2024), Schweizer plastischer KünstlerKurt Laurenz Metzler (1941–2024)

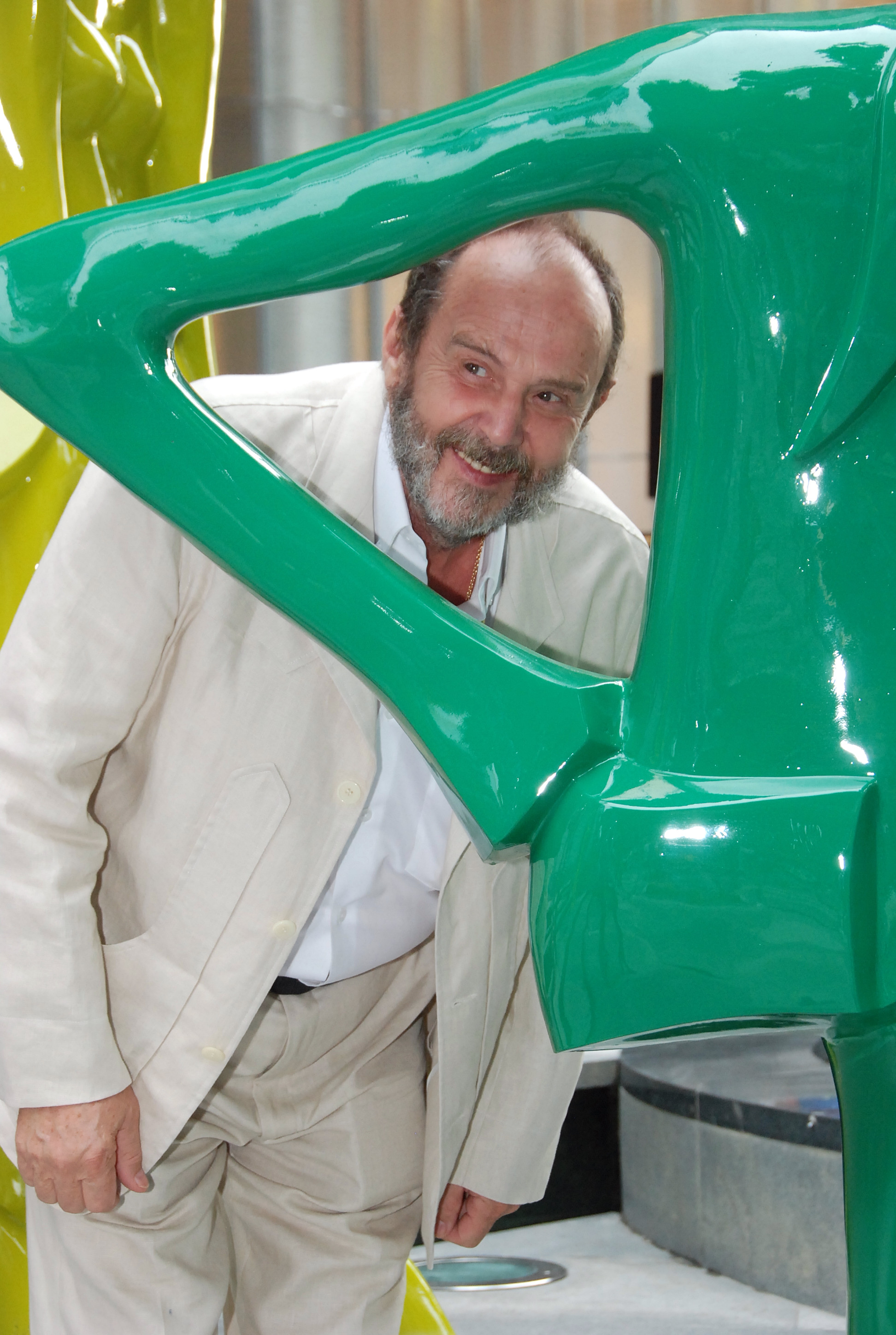
Kurt Laurenz Metzler (1941–2024)

- Metzler, Léon (1896–1930), luxemburgischer Fußballspieler
- Metzler, Manfred (* 1942), deutscher Lebensmittelchemiker und Hochschullehrer
- Metzler, Perry (1940–1971), US-amerikanischer Radsportler
- Metzler, Peter Martin (1824–1907), deutscher Missionar
- Metzler, Ralf (* 1968), deutscher theoretischer Physiker
- Metzler, Rupert (* 1968), deutscher Kommunalpolitiker und Richter am Verfassungsgerichtshof für das Land Baden-Württemberg
- Metzler, Ruth (* 1964), Schweizer Managerin und Politikerin (CVP)Ruth Metzler (* 1964)

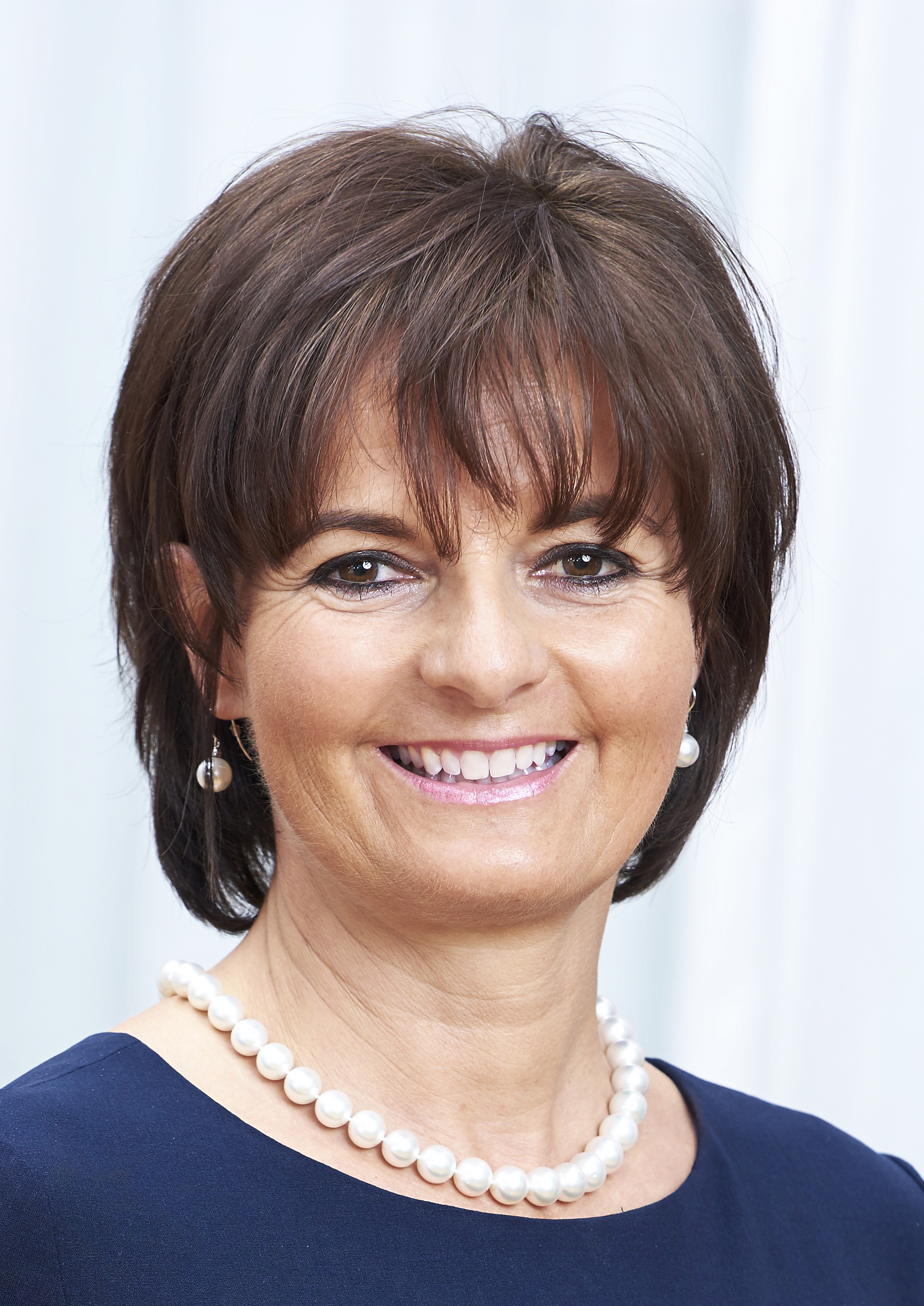
Ruth Metzler (* 1964)

- Metzler, Volker (* 1965), deutscher Schauspieler, Theaterregisseur und Fotograf
- Metzler, Wolfgang (1941–2021), deutscher Mathematiker und Musiker
- Metzler, Wolfgang (* 1952), deutscher Fußballspieler
- Metzler, Wolfram von (* 1906), deutscher Jurist
- Metzler-Mennenga, Kerstin (* 1981), liechtensteinische Langstreckenläuferin
- Metzler-Müller, Karin (1956–2023), deutsche Juristin und Hochschullehrerin

#### Metzm
- Metzmacher, Felix (1877–1914), Bürgermeister von Richrath-Reusrath, heute Stadt Langenfeld (Rheinland)
- Metzmacher, Ingo (* 1957), deutscher Dirigent
- Metzmacher, Rudolf (1906–2004), deutscher Cellist, Vater des Dirigenten Ingo Metzmacher
- Metzmeier, Erwin (1913–1978), deutscher Schiffbauingenieur und Hochschullehrer

#### Metzn
- Metzner, Adolf (1910–1978), deutscher Leichtathlet, Olympiateilnehmer; Sportmediziner und Journalist
- Metzner, Adolf (1910–1981), deutscher Architekt und NSDAP-Funktionär
- Metzner, Alfred (1874–1930), deutscher Verleger in Berlin
- Metzner, Andreas (* 1954), deutscher Fußballspieler
- Metzner, Anika (* 2001), deutsche Fußballspielerin
- Metzner, Antonio (* 1996), deutscher Handballspieler
- Metzner, Carl (1846–1909), deutscher Schornsteinfeger, Maurer, Politiker und Mitglied des Deutschen Reichstags
- Metzner, Ernő (1892–1953), österreich-ungarischer Filmarchitekt und -regisseur
- Metzner, Ernst Erich (* 1938), deutscher Mediävist
- Metzner, Erwin (1890–1969), deutscher NS-Agrarfunktionär und SS-Oberführer
- Metzner, Felix (* 1983), deutscher Theater- und Filmregisseur, Autor und Kameramann
- Metzner, Franz (1870–1919), österreichischer Steinmetz und Bildhauer
- Metzner, Franz (1895–1970), deutscher Politiker (NSDAP), MdR, Jurist und SS-Führer
- Metzner, Helmut (1925–1999), deutscher Pflanzenphysiologe und Universitätsprofessor
- Metzner, Helmut (* 1968), deutscher Politiker (FDP)
- Metzner, Hermann (1822–1877), deutscher Tuchmachermeister und Politiker, MdL
- Metzner, Joachim (* 1943), deutscher Sprachwissenschaftler
- Metzner, Karl (1927–2018), deutscher evangelischer Pfarrer
- Metzner, Karl-Heinz (1923–1994), deutscher Fußballspieler
- Metzner, Kerstin (* 1961), deutsche Ingenieurin und Politikerin (SPD)
- Metzner, Kurt (1895–1962), deutscher Verleger und Kulturpolitiker
- Metzner, Léon (1856–1911), Schweizer Fotograf
- Metzner, Margarete (1899–1968), deutsche Eiskunstläuferin
- Metzner, Mathias (* 1964), deutscher Verwaltungs- und Verfassungsrichter
- Metzner, Max (1888–1968), deutscher Wirtschaftswissenschaftler, Kartellsachverständiger und Verbandsfunktionär
- Metzner, Olivier (* 1949), französischer Rechtsanwalt
- Metzner, Paul (1893–1968), deutscher Botaniker
- Metzner, Paul (1894–1965), deutscher Eiskunstläufer
- Metzner, Ralph (1936–2019), US-amerikanischer PsychologeRalph Metzner (1936–2019)

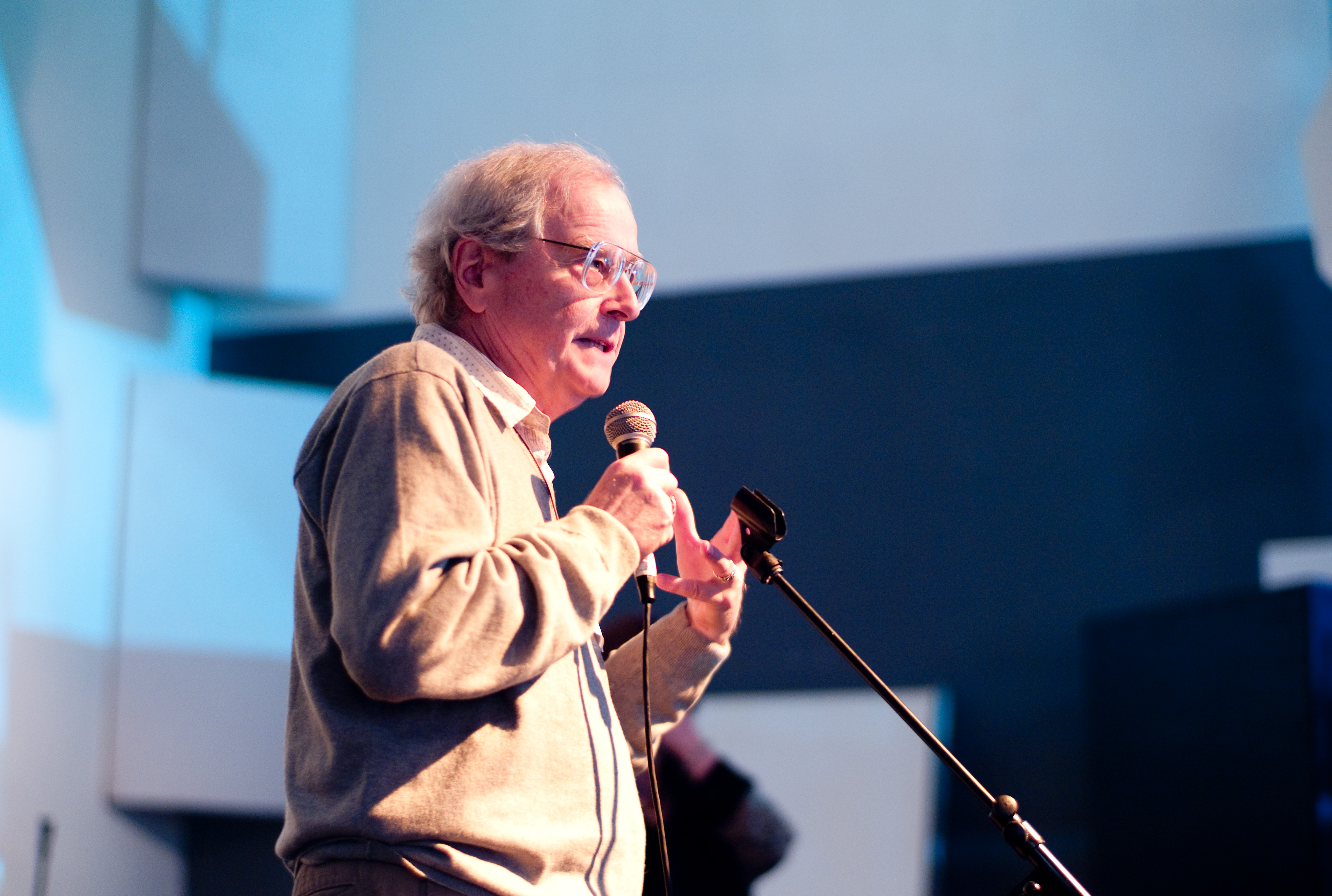
Ralph Metzner (1936–2019)

- Metzner, Rudolf (* 1913), deutscher Gauleiter
- Metzner, Theodor (1830–1902), deutscher Sattler und Sozialdemokrat
- Metzner, Walter (* 1961), deutscher Physiker
- Metzner, Wolfgang (1909–1992), deutscher Verleger in Berlin und Frankfurt am Main
- Metzner, Wolfgang (* 1947), deutscher Schriftsteller
- Metzner-Nebelsick, Carola (* 1962), deutsche Prähistorikerin

#### Metzr
- Metzroth, Heinrich (1893–1951), katholischer Weihbischof in Trier

#### Metzs
- Metzsch, Gustav von (1835–1900), sächsischer Politiker
- Metzsch, Heinrich Christoph († 1680), deutscher Domdechant des Hochstifts Merseburg, Stiftsrat und Rittergutsbesitzer
- Metzsch, Heinrich Christoph (1655–1712), deutscher Domherr und Scholastikus des Hochstifts Naumburg, Geheimer Rat, Regierungs- und Kammerpräsident und Rittergutsbesitzer
- Metzsch, Horst von (1874–1946), deutscher General der Artillerie sowie Militärhistoriker
- Metzsch, Karl von (1804–1880), deutscher Rittergutsbesitzer und Politiker, MdL (Königreich Sachsen)
- Metzsch, Thuisko von (1918–1994), deutscher Unternehmer
- Metzsch, Ursula Elisabeth (1656–1686), deutsche, geistliche Lyrikerin des Barock
- Metzsch-Reichenbach, Georg von (1836–1927), sächsischer Politiker
- Metzsch-Reichenbach, Georg von (1864–1931), sächsischer Offizier und Hofbeamter
- Metzschke, Alfred (1857–1941), deutscher Politiker (SPD) und Gewerkschafter, MdL Sachsen-Altenburg und Thüringen
- Metzschke, Sissy (* 1984), deutsche Radio-, Event- und FernsehmoderatorinSissy Metzschke (* 1984)

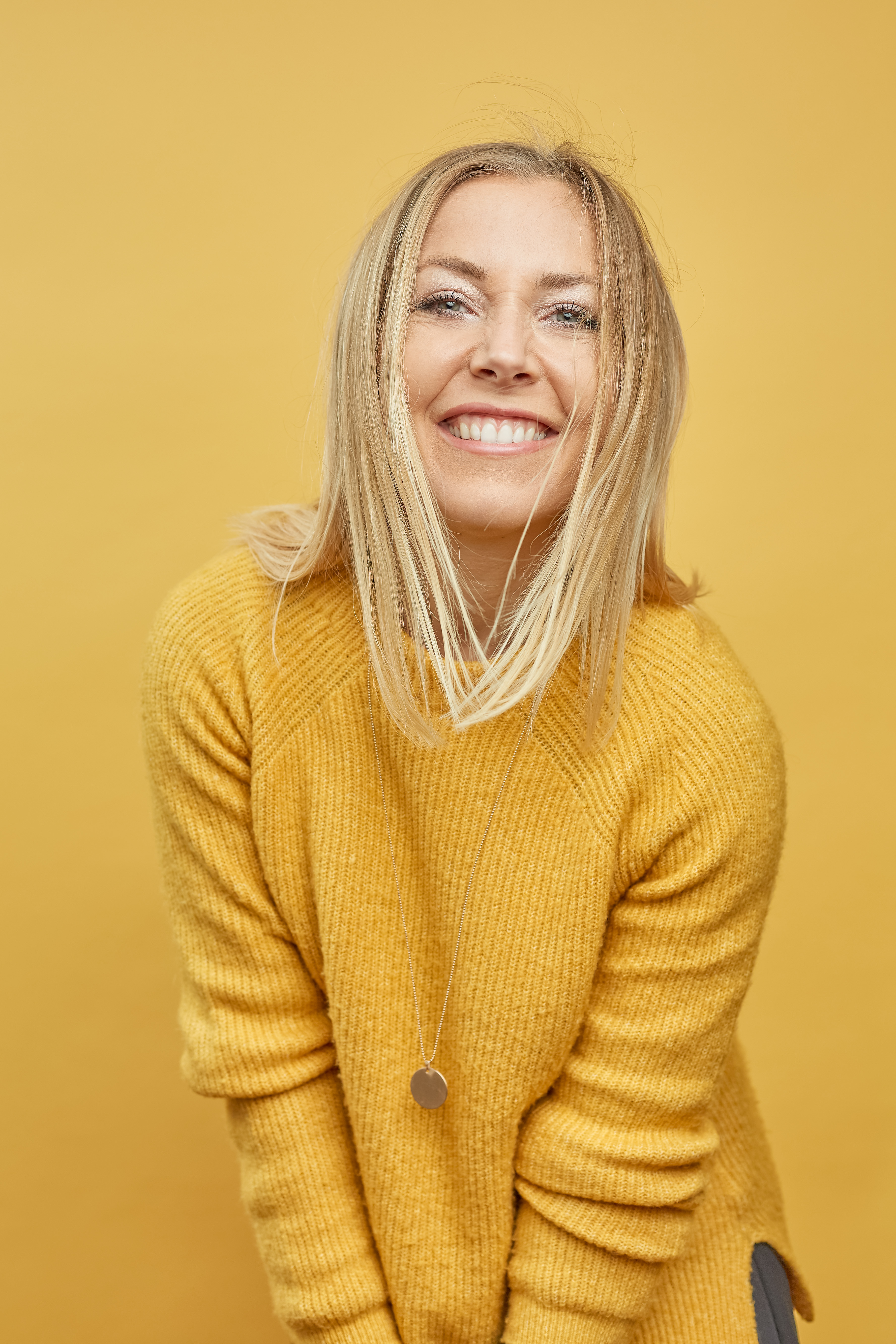
Sissy Metzschke (* 1984)

- Metzstein, Isi (1928–2012), deutsch-britischer Architekt